# Boston
Boston (pronunciado en inglés /ˈbɒstən/) es la capital y ciudad más poblada del estado de Massachusetts, y una de las ciudades más antiguas de los Estados Unidos. Al tratarse de la ciudad más poblada de Nueva Inglaterra, Boston es considerada el centro económico y cultural de la región y es referida en ocasiones como la «Capital de Nueva Inglaterra» de manera no oficial. En 2008 la ciudad contaba con una población de 645 169 habitantes, lo que la convierte en la vigésima primera ciudad más poblada del país. Boston es, también, el centro neurálgico de un área metropolitana muy poblada y extensa denominada Gran Boston, con una población de 4.5 millones de habitantes, la décima mayor área metropolitana de la nación. El Gran Boston, como región a la que se desplazan multitud de trabajadores, incluye siete condados de Massachusetts, todo Rhode Island y partes de Nuevo Hampshire; con lo que suma un total de 7.5 millones de habitantes, por lo que esta área estadística combinada es la quinta de los Estados Unidos por población.
En 1630, los colonos puritanos llegados de Inglaterra fundaron la ciudad en la península de Shawmut. Durante finales del siglo XVIII, Boston fue el lugar donde ocurrieron varios eventos importantes durante la Revolución estadounidense, como la Masacre de Boston y el Motín del Té. Varias batallas a comienzos de la Revolución, tales como la Batalla de Bunker Hill y el Sitio de Boston, ocurrieron en la ciudad y en áreas circundantes. A través de la recuperación de terrenos y anexiones municipales, Boston se ha expandido más allá de la península. 
Tras la independencia de los Estados Unidos se logró que Boston se convirtiera en un importante puerto marítimo y centro manufacturero, y su rica historia atrae ahora a 16.3 millones de visitantes al año. La ciudad fue sede de varias primicias, incluida la primera escuela pública de Estados Unidos, la Escuela Latina de Boston (1635) y el primer centro universitario, Universidad de Harvard (1636), en la vecina Cambridge. Boston contó también con la primera red de metro en los Estados Unidos.
Con multitud de facultades y universidades dentro de la ciudad y sus alrededores, Boston es un centro de enseñanza superior y, a su vez, un centro para la medicina. La economía también se basa en la investigación, la electrónica, la ingeniería, las finanzas, la tecnología y la biotecnología, principalmente. Boston ocupa el primer lugar en el país en puestos de trabajo por milla cuadrada, por delante de la ciudad de Nueva York y Washington D. C. La ciudad ha experimentado un aburguesamiento y tiene uno de los más altos costos de vida de los Estados Unidos, y sigue siendo una de las ciudades con mejor nivel de vida en el mundo.

## Historia
Boston fue fundada el 7 de septiembre de 1630 por puritanos procedentes de Inglaterra, conocidos como los peregrinos patriarcas, en la península de Shawmut, así nombrada por los amerindios que la habitaban. Los puritanos de la colonia de la bahía de Massachusetts son confundidos a veces con los Padres Peregrinos, que fundaron la colonia de Plymouth diez años antes en lo que hoy son los condados de Bristol, Plymouth y Barnstable, en Massachusetts. Los dos grupos, que difieren en sus prácticas religiosas, son históricamente diferentes. Las colonias no se unieron hasta la formación de la provincia de la bahía de Massachusetts en 1691.

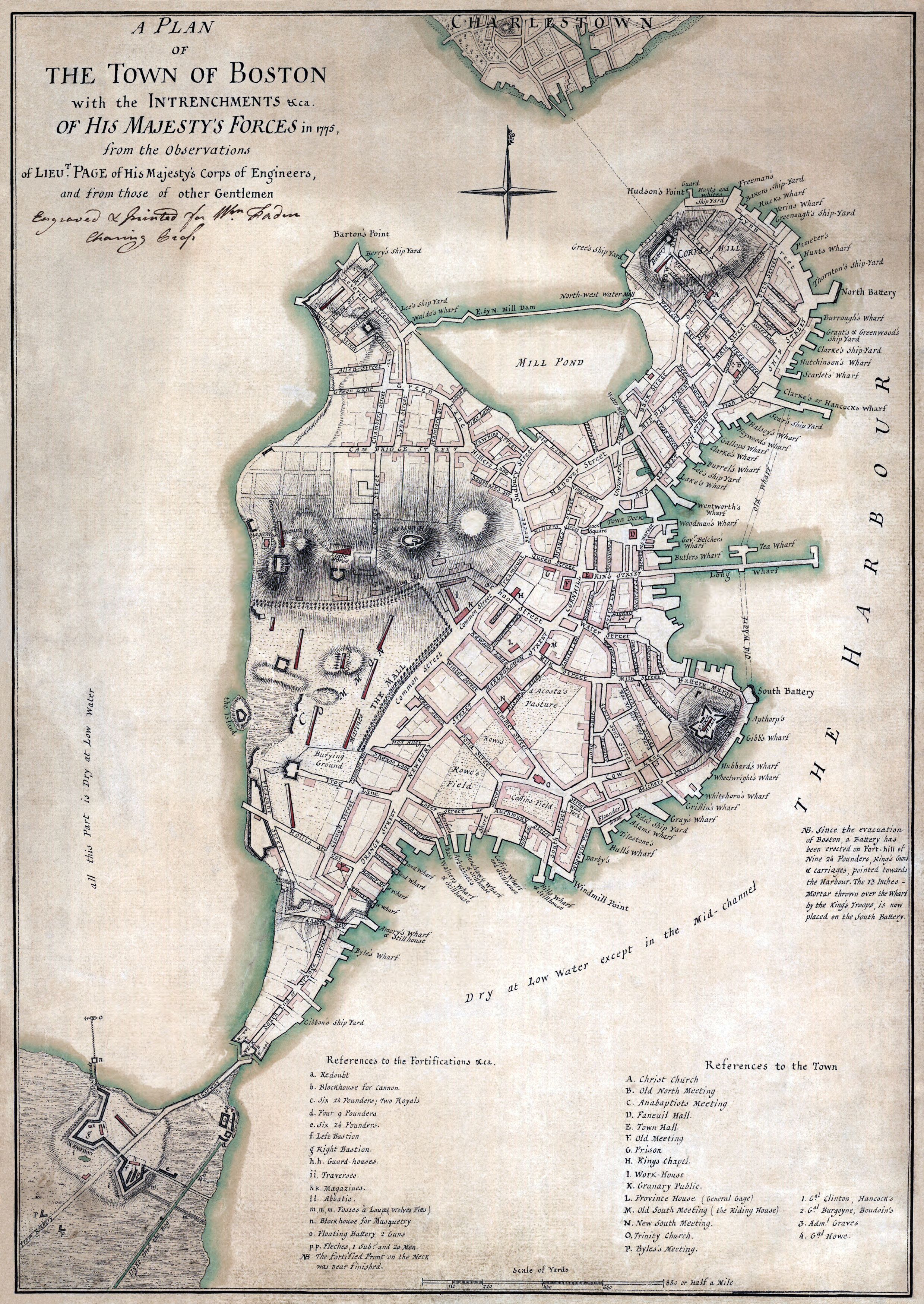
Mapa que muestra una evaluación táctica británica de Boston en 1775.

La península de Shawmut se conectaba con el continente por un estrecho istmo, bordeado por aguas de la bahía de Massachusetts y la bahía Back (Back Bay), estuario del río Charles. Se han excavado varios sitios arqueológicos prehistóricos de los nativos americanos en la ciudad que muestran que la península ya era habitada antes del 5000 a. C.
Los primeros pobladores europeos bautizaron esta área con el nombre de Trimountaine (tres montañas), pero luego fue rebautizada en homenaje al pueblo inglés de Boston, Lincolnshire, del cual muchos peregrinos colonizadores eran originarios. El primer gobernador de la Colonia de la bahía de Massachusetts, John Winthrop, proclamó un famoso discurso titulado «Un modelo de caridad cristiana», pero conocido popularmente como «La ciudad sobre la colina» (City on a Hill) que daba la sensación de que Boston tenía un convenio especial con Dios (Winthrop también promovió y firmó el Acuerdo de Cambridge que fue determinante para la creación de la ciudad). 
La ética puritana moldeó una sociedad estable y estructurada en Boston. Por ejemplo, poco después de su asentamiento, los puritanos fundaron la primera escuela pública de los Estados Unidos, la Boston Latin School en 1635. Entre 1636 y 1698, seis importantes epidemias de viruela provocaron un considerable número de fallecimientos en Boston. La ciudad era la más poblada en la Norteamérica británica hasta que Filadelfia experimentó su explosión demográfica a mediados del siglo XVIII.

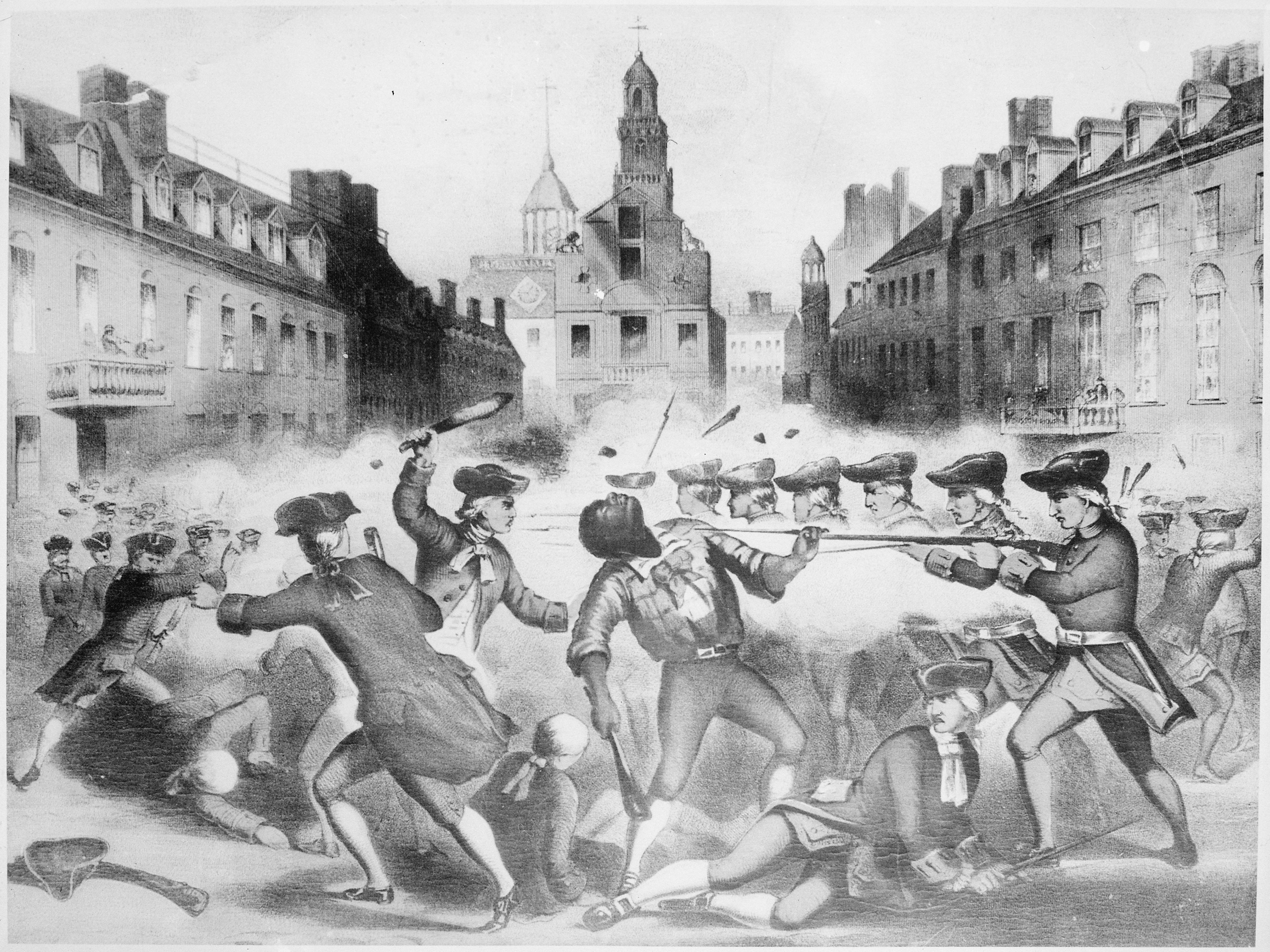
Masacre de Boston en 1770. En la imagen se observa el asesinato de Crispus Attucks, que se convirtió en un importante símbolo para los abolicionistas. (Obra de John Bufford, circa 1856).

Durante los primeros años de la década de los 1770, la intención del Reino Unido de ejercer control sobre las Trece Colonias por medio de impuestos dio inicio a la Guerra de Independencia de los Estados Unidos. Batallas como la masacre de Boston, el Motín del té en Boston y muchas otras, ocurrieron en las afueras de la ciudad o en su vecindad, como la batalla de Lexington y Concord, la batalla de Bunker Hill y el Sitio de Boston. Fue durante este período que Paul Revere hacía sus famosas «recorridas nocturnas» por las calles de Boston, consideradas como un símbolo de patriotismo. Tras la Revolución, Boston se convirtió en uno de los puertos internacionales más prósperos debido a su tradición marinera. Las exportaciones más habituales incluían ron, pescado, sal y tabaco. Durante esta época, los descendientes de las familias de Boston eran consideradas como elites sociales y culturales de la nación, a los que posteriormente se les denominó Brahmanes de Boston.
La Ley de Embargo de 1807, adoptada durante las Guerras Napoleónicas, y la Guerra anglo-estadounidense de 1812 redujeron sensiblemente la actividad portuaria de Boston. Aunque la actividad comercial internacional en el puerto volvió tras el fin de aquellos conflictos, los comerciantes ya habían encontrado otras alternativas para sus inversiones de capital. La industria manufacturera fue un componente esencial de la economía de la ciudad y, a mediados de los años 1800, este sector industrial alcanzó al comercio internacional en cuanto a importancia económica. 
Hasta comienzos de los años 1900, Boston se mantuvo como uno de los centros nacionales de la manufactura y alcanzó notoriedad por su producción de prendas y otros artículos de cuero. La red de pequeños ríos que rodeaban la ciudad y la conectaban con las regiones circundantes provocaron una mayor facilidad en el envío de bienes y provocó la construcción de molinos y fábricas. Más tarde, las comunicaciones se mejoraron con la implantación de un sistema de ferrocarril que facilitó la industria y el comercio en la región. A mediados del siglo XIX, Boston experimentó un florecimiento cultural. Logró cierta notoriedad por su extraordinaria cultura literaria y el lujoso mecenazgo artístico. También se convirtió en el epicentro del movimiento abolicionista. La ciudad reaccionó enérgicamente ante la Ley de esclavos fugitivos de 1850, que contribuyó al intento del presidente Franklin Pierce de hacer de Boston un ejemplo tras el caso del esclavo fugitivo Anthony Burns.
En 1822 Boston fue elevada a la categoría de ciudad y sus ciudadanos aceptaron, en ese mismo año, cambiar el nombre oficial de «Town of Boston» por «City of Boston». En ese momento, la ciudad de Boston contaba con 46.226 habitantes, mientras que el área de la ciudad era de solo 12 km². En los años 1820 la población de Boston comenzó a ascender y la composición étnica de la ciudad sufrió un cambio drástico tras la primera oleada de inmigrantes europeos. Los irlandeses dominaron esa primera llegada masiva y en 1850 vivían en Boston alrededor de 35 000 irlandeses. En la segunda mitad del siglo XIX, la ciudad vio cómo aumentaba la población de irlandeses, alemanes, libaneses, sirios, franco-canadienses y judíos procedentes de Rusia y Polonia. A finales del siglo XIX, los barrios del centro de Boston se convirtieron en enclaves étnicos formados por inmigrantes italianos que se situaron en el North End, los irlandeses tomaron Boston Sur y Charlestown y los rusos y polacos se asentaron en el West End. Los irlandeses e italianos trajeron consigo, además, el catolicismo a la ciudad. En la actualidad, los católicos conforman la comunidad religiosa más importante de Boston, y desde comienzos del siglo XX, los irlandeses han desempeñado un papel fundamental en la política de la ciudad con los Kennedy, Tip O'Neill y John F. Fitzgerald.

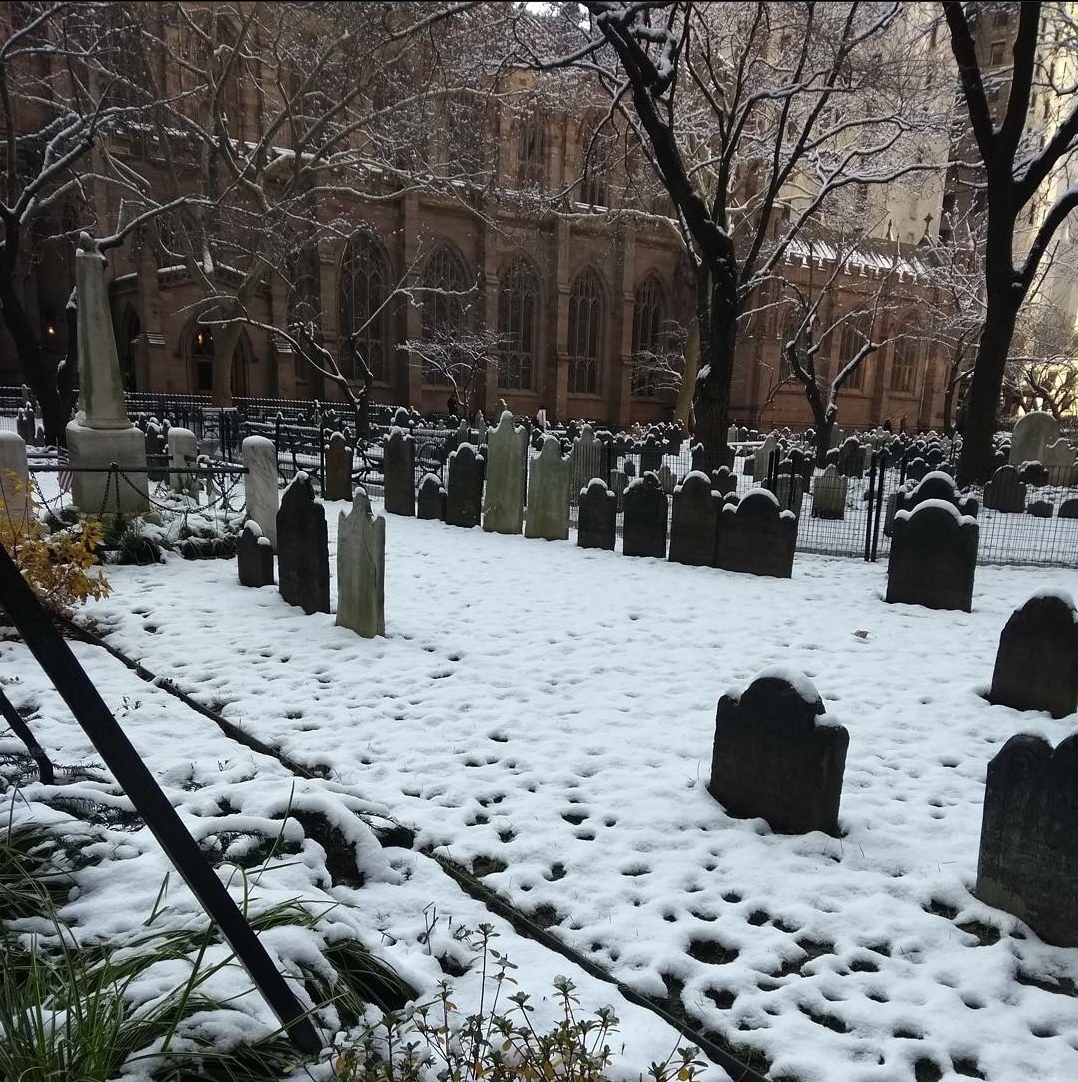
Panteón de Granary Burying Ground

Entre 1631 y 1890 la ciudad triplicó su tamaño físico por tierras ganadas al mar mediante el relleno de pantanos, marismas y lagunas entre los muelles a lo largo de la línea de costa —un proceso que Walter Muir Whitehill denominó «reducir las colinas para rellenar las calas». El mayor esfuerzo de recuperación de tierras tuvo lugar durante los años 1800. En 1807, la cima de Beacon Hill fue utilizada para rellenar veinte hectáreas de lo que más tarde se convertiría en la zona de Haymarket Square. La actual Casa del Estado de Massachusetts se encuentra en la reducida Beacon Hill. A mediados del siglo XIX se sucedieron proyectos de nuevas recuperaciones de tierra que dieron lugar a importantes partes de South End, el West End, el distrito financiero y Chinatown. Tras el Gran Incendio de Boston de 1872, los trabajadores usaron los escombros de los edificios para rellenar la línea costera del centro. Durante los mediados-finales de dicho siglo se rellenaron alrededor de 2.4 km² de aguas pantanales salobres del río Charles, al oeste del Boston Common, con grava transportada por ferrocarril desde las colinas de Needham Heights. Además, la ciudad anexionó las localidades vecinas de Boston Sur (1804), Boston Este (1836), Roxbury (1868), Dorchester (incluyendo el actual barrio de Mattapan y una parte de Boston Sur) (1870), Brighton (incluyendo el actual barrio de Allston) (1874), West Roxbury (incluyendo los actuales barrios de Jamaica Plain y Roslindale) (1874), Charlestown (1874) y Hyde Park (1912). En 1894 se terminó de construir el Winthrop Building, que con 9 plantas y 36.58 metros de altura inauguró en la ciudad la era de los rascacielos con estructura de acero.
A comienzos y mediados del siglo XX, la ciudad se encontraba en declive por la decadencia de sus fábricas, que se habían quedado anticuadas y obsoletas, por lo que las empresas se mudaron de la región en busca de mano de obra más barata. Boston respondió con varias iniciativas que incluían proyectos de renovación urbanos emprendidos por la Boston Redevelopment Authority (BRA), fundada en 1957. Un año más tarde, en 1958, la BRA acometió un proyecto de mejora en el barrio histórico de West End. Las demoliciones encontraron una fuerte oposición pública. Posteriormente, la BRA volvió a retomar sus proyectos de renovación urbanística con la creación del Government Center. En 1965 abrió el primer centro de salud en Estados Unidos, el Columbia Point Health Center, en el barrio de Dorchester. El centro cubría las necesidades, sobre todo, del contiguo y masivo complejo de vivienda pública del barrio de Columbia Point que fue inaugurado en 1953. El centro sanitario continúa hoy en día operativo y en 1990 fue renombrado Geiger-Gibson Community Health Center.

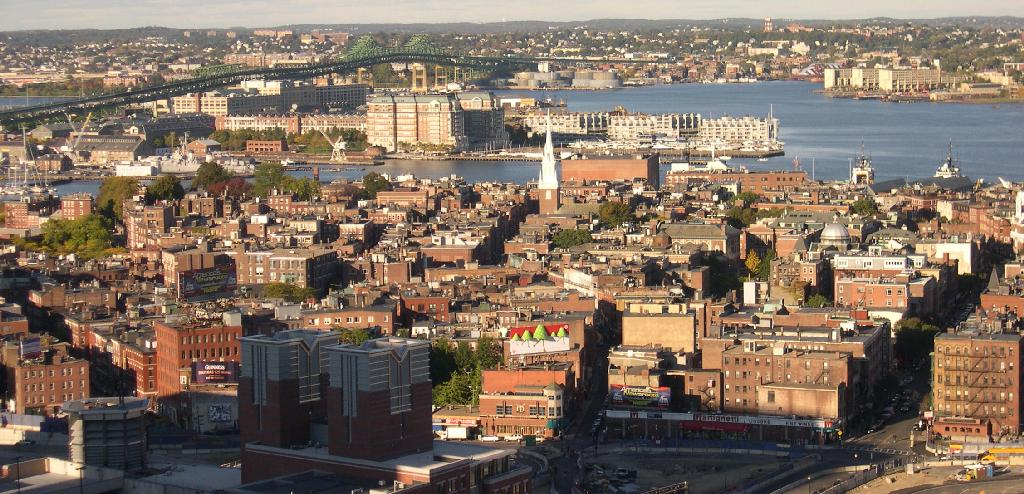
El North End ha experimentado una importante gentrificación desde la finalización del Big Dig a comienzos de los años 2000, que desvió las autopistas de la Arteria Central hacia túneles. Esto ha cambiado también la tradicional cultura italoestadounidense de la zona.

En los años 1970, la economía de la ciudad volvió a entrar en auge treinta años después de su recesión. Se construyeron numerosos rascacielos en el distrito financiero y en la bahía Back durante este periodo. El boom económico continuó hasta, al menos, mediados de los años 1980. Boston tiene el segundo panorama urbano más alto del nordeste del país (solo superado por Nueva York) en términos de número de edificios que superan altitudes de 152 metros. Las nuevas construcciones y propuestas están ampliando el panorama urbano de la ciudad. La Comisión de Sanidad Pública de Boston es el departamento sanitario más antiguo del país y mediante sus hospitales Massachusetts General Hospital, Beth Israel Deaconess Medical Center y el Brigham and Women's Hospital, el departamento lidera la nación en cuanto a innovación médica y atención sanitaria. Por su parte, centros educativos como la Universidad de Boston, la Escuela Médica de Harvard, la Universidad Northeastern y el Conservatorio de Boston atraen a numerosos estudiantes a la zona. Sin embargo, la ciudad, a partir de 1974, vivió una etapa agitada por la eliminación de la segregación en el transporte escolar, que dio lugar a disturbios y violencia alrededor de las escuelas públicas en toda la década de 1970. En 1984, la ciudad de Boston concedió el control del complejo de vivienda pública de Columbia Point a un promotor privado que reconstruyó y revitalizó la zona convirtiéndola en una comunidad atractiva para residentes de ingresos mixtos llamada Harbor Point Apartments, que se inauguró en 1988 y se terminó en 1990. Este fue el primer proyecto federal de vivienda que se privatizó en viviendas de residentes de ingresos mixtos en los Estados Unidos y sirvió como modelo para el plan HOPE VI del Departamento de Vivienda y Desarrollo Urbano de los Estados Unidos perteneciente al programa de revitalización que comenzó en 1992.
A comienzos del siglo XXI, la ciudad se había convertido en un centro intelectual, político y tecnológico. Pese a ello, ha experimentado una pérdida de instituciones regionales, entre las que se incluyen las adquisiciones del Boston Globe por The New York Times, y las fusiones y adquisiciones de instituciones financieras FleetBoston Financial, que fue comprada por el Bank of America en 2004. Los grandes almacenes Jordan Marsh y Filene's se fusionaron con la neoyorquina Macy's. Boston ha experimentado, también, la denominada «gentrificación» a finales del siglo XX, y los precios de la vivienda han aumentado de forma considerable desde los años 1990. El costo de vida se ha encarecido, siendo una de las ciudades más caras de los Estados Unidos, situándose como la 99.ª ciudad más cara del mundo en una encuesta realizada en 2008 entre 143 ciudades. Pese a ello, Boston es una de las ciudades con mejor nivel de vida y está situada en el 35.º puesto en el mundo tras una encuesta realizada en 2009 con doscientas quince ciudades participantes. El 15 de abril de 2013 se produjo un atentado terrorista en el que murieron tres personas, entre ellas un niño de ocho años, y resultaron heridas otras 264.

## Geografía

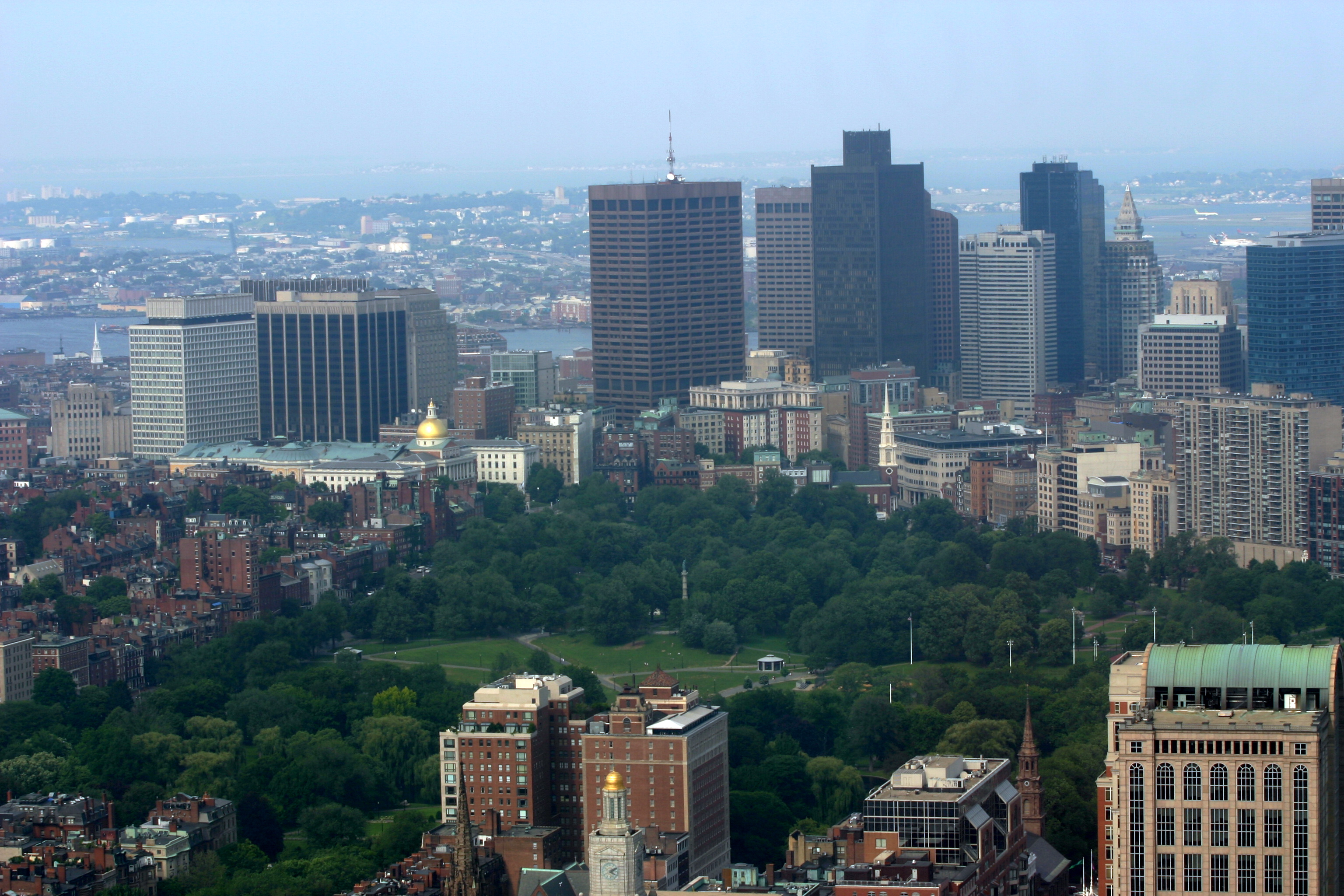
El parque Boston Common visto desde el Prudential Skywalk Observatory, en la 50.ª planta de la Prudential Tower.

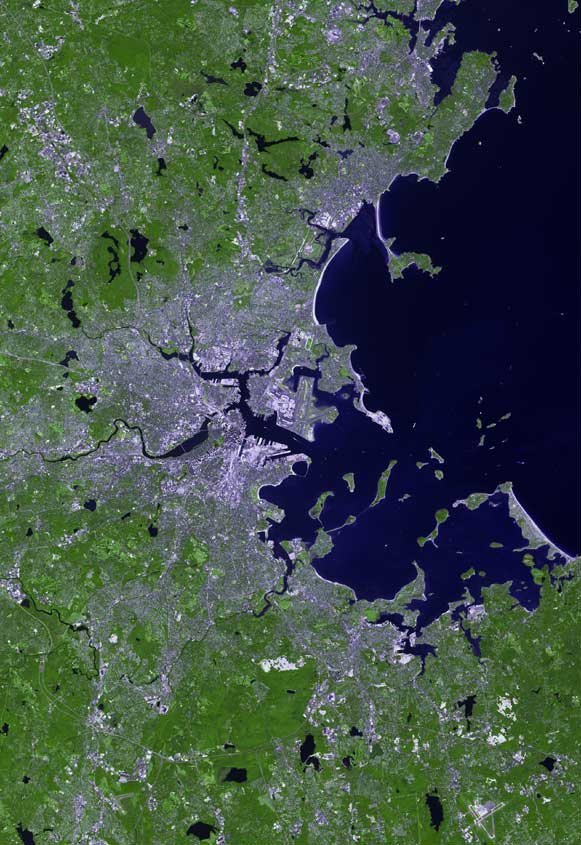
Boston vista desde el espacio.

Debido a su temprana fundación, la ciudad de Boston es muy compacta. Según la Oficina del Censo de Estados Unidos, la ciudad tiene una superficie total de 232.1 km², siendo 125.4 km² de tierra firme (54 %) y 106.7 km² (46 %) de agua. Boston es la cuarta ciudad más densamente poblada del país entre aquellas que son cabeceras de alguna gran área metropolitana. De las ciudades estadounidenses con más de seiscientos mil habitantes, solo San Francisco es menor en área terrestre. Boston está rodeada por la región del «Greater Boston» (Gran Boston) y por las ciudades de Winthrop, Revere, Chelsea, Everet, Somerville, Cambridge, Watertown, Newton, Brookline, Needham, Dedham, Canton, Milton y Quincy. El río Charles separa la ciudad propiamente dicha de Boston de las ciudades de Cambridge y Watertown, y del barrio de Charlestown, que sí pertenece a Boston. Al Este se encuentra el puerto de Boston y el Área Nacional de Recreación de las Islas del puerto de Boston. El río Neponset forma los límites entre los barrios sureños de Boston y las ciudades de Quincy y Milton. El río Mystic separa Charlestown de Chelsea y Everett; Chelsea Creek y el puerto de Boston hace lo propio entre el este de la ciudad y su centro. La altura oficial de Boston, medida en el Aeropuerto Internacional Logan, es de 5.8 metros sobre el nivel del mar. El punto más alto es Bellevue Hill, a 101 metros sobre el nivel del mar; mientras que el más bajo se encuentra al nivel del mar.
Gran parte de la bahía Back y los barrios del South End están construidos sobre tierra ganada al mar utilizando material de relleno para crear la nueva tierra. Solo la colina Beacon Hill, la más pequeña de las tres colinas originales en Boston, sigue parcialmente intacta. El área del centro y sus alrededores inmediatos consisten en edificios de baja altura de ladrillo o piedra y edificios antiguos de estilo federal. Varios de esos edificios se mezclan con otros modernos, especialmente en las zonas del distrito financiero, Government Center, South Boston y bahía Back, que incluye varios edificios notables como la Biblioteca Pública de Boston, el Centro de Ciencia Cristiano, Copley Square, Newbury Street y los dos edificios más altos de Nueva Inglaterra, la torre John Hancock y el Prudential Center.

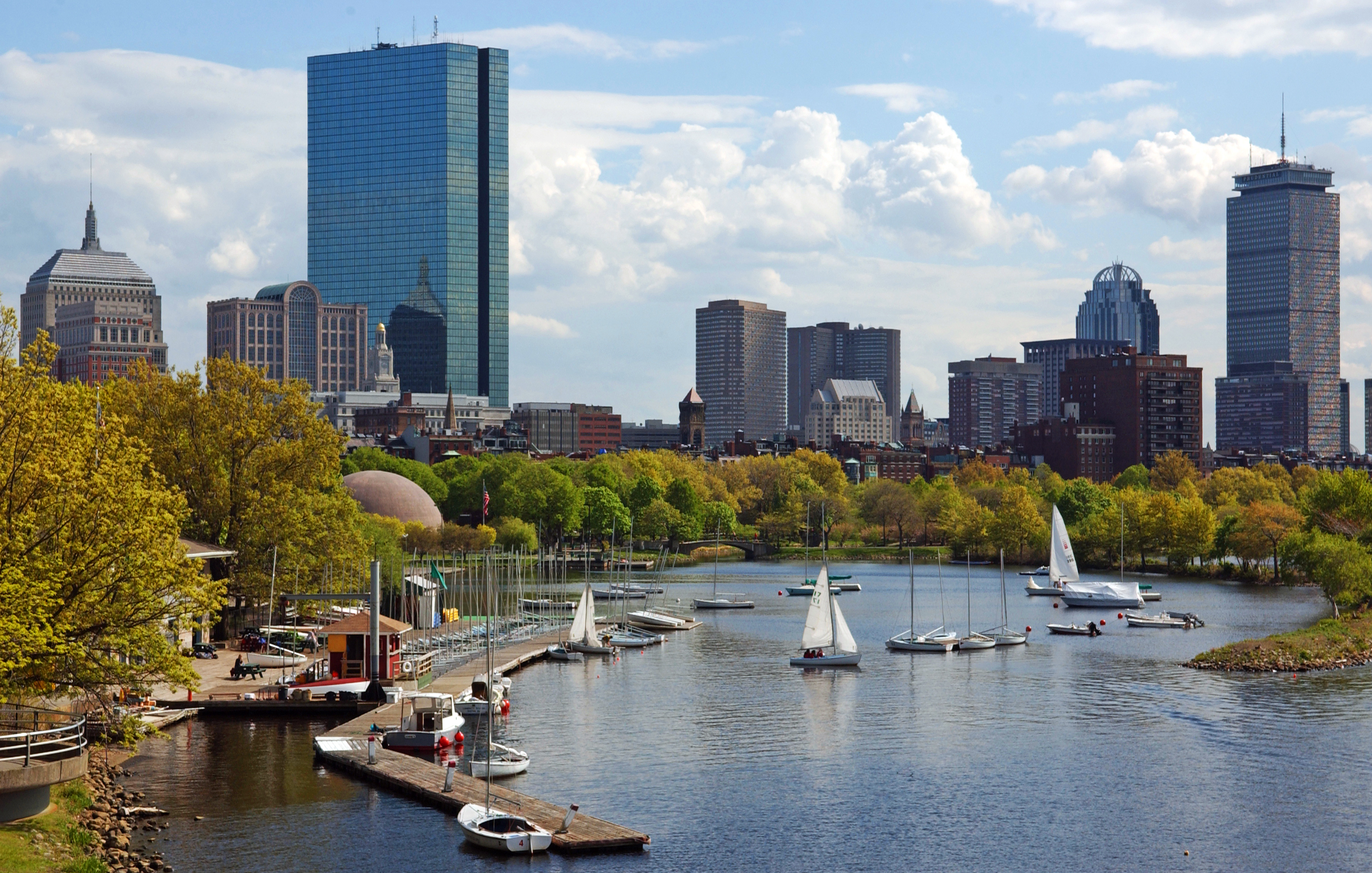
Boston, vista de la llamada bahía Back en la desembocadura del río Charles con el centro de Boston detrás. La torre azul a la izquierda es el rascacielos John Hancock y el rascacielos a la derecha es la Prudential Tower.

Cerca de la torre John Hancock se encuentra el antiguo edificio John Hancock con su destacado faro meteorológico que indica con sus colores el tiempo que se aproxima a la ciudad. Las pequeñas áreas comerciales están intercaladas con hogares unifamiliares y multifamiliares de madera o piedra. Actualmente, el distrito Histórico del Sur (South End Historic District) sigue siendo el barrio superviviente más grande de la época victoriana en todo Estados Unidos. Junto con el centro, la geografía del sur de Boston está especialmente impactada por un gran túnel proyectado conocido como «Big Dig». La inestable tierra recuperada en el sur de Boston plantea problemas especiales para proyectos de túneles. En el centro de la ciudad, el proyecto permitió la eliminación de la antiestética arteria central elevada y la incorporación de nuevos espacios verdes y zonas abiertas.
Boston Common, situado cerca del distrito financiero y Beacon Hill, es el parque público más antiguo de los Estados Unidos. Junto con el adyacente Jardín Público de Boston, forma parte de la Emerald Necklace, que es una serie de parques diseñados por Frederick Law Olmsted para rodear la ciudad. Jamaica Pond, en Emerald Necklace, es la mayor concentración de agua dulce en la ciudad. Otro parque notable es Esplanade, situado entre las orillas del río Charles. El Hatch Shell, una sala de conciertos al aire libre, se encuentra junto al Esplanade. Otros parques se localizan dispersos por toda la ciudad, con los principales parques y playas ubicadas cerca de Castle Island; en Charlestown; y a lo largo de las costas de Dorchester, South Boston y East Boston.

### Barrios
Boston es también conocida como la «ciudad de los barrios» debido a la gran cantidad de barrios que la componen. En total hay veintiún barrios oficiales en la ciudad. Estos son los siguientes: Allston/Brighton, Back Bay, Bay Village, Beacon Hill, Charlestown, Chinatown/Leather District, Dorchester, Downtown/Financial District, East Boston, Fenway/Kenmore, Hyde Park, Jamaica Plain, Mattapan, Mission Hill, North End, Roslindale, Roxbury, South Boston, South End, West End y West Roxbury.

### Clima
Boston tiene, básicamente, un clima situado entre el continental húmedo y templado húmedo, muy común en la costa sur de Nueva Inglaterra. Los veranos son generalmente cálidos y húmedos, mientras que los inviernos son fríos, con viento y nieve. Predominan los vientos que soplan en alta mar que afectan a Boston, disminuyendo la influencia del océano Atlántico.

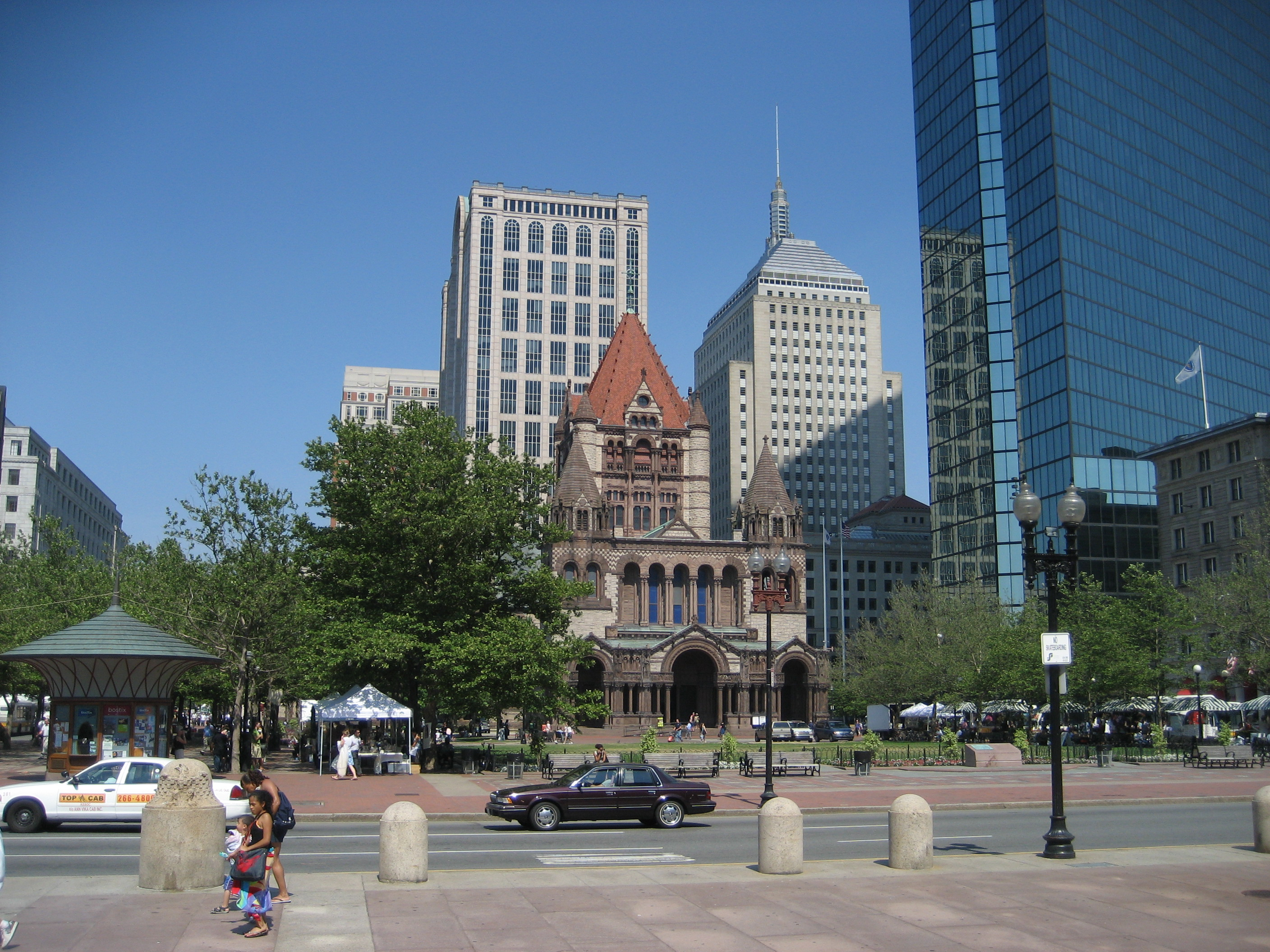
La plaza Copley Square de Boston en un día soleado.

La primavera en Boston puede ser cálida, con temperaturas que sobrepasan los 30 °C con los vientos de la costa, aunque puede ser posible que un día de finales de mayo no sobrepase los 5 °C debido a los fríos vientos del océano. El mes más caluroso es julio, con una temperatura media máxima de 28 °C y mínima de 19 °C, con condiciones húmedas. El mes más frío, por su parte, es enero, con temperaturas medias máximas de 2 °C y mínimas de -6 °C. Los períodos de temperaturas que en verano sobrepasan los 32 °C y en invierno los -12 °C no son comunes y rara vez son temporadas prolongadas. La temperatura más alta registrada en Boston fue de 40 °C el 4 de julio de 1911. La temperatura más baja fue de -41 °C y fue registrada el 9 de febrero de 1934. El mes de febrero en Boston ha visto 21 °C solo una vez en la historia desde que se registran las temperaturas y tuvo lugar el 24 de febrero de 1985. La temperatura más alta del mes de marzo ocurrió el 31 de marzo de 1998, y fue de 31.7 °C.
La ubicación de Boston en la costa del Atlántico Norte, aunque modera las temperaturas, también hace que la ciudad sea muy propensa a los sistemas meteorológicos nordestes, los que pueden producir mucha nieve y lluvia. La ciudad recibe un promedio de 108 cm de precipitaciones y 104 cm de nieve por año. La mayor cantidad de nieve cae desde diciembre hasta marzo. Normalmente hay pocas o ninguna nevada en abril y noviembre, y prácticamente ninguna entre mayo y octubre. La niebla es frecuente, especialmente en primavera y a comienzos del verano, y ocasionales tormentas tropicales o huracanes pueden amenazar la región, especialmente a comienzos del otoño. Debido a su situación a lo largo del Atlántico Norte, la ciudad es a menudo sometida a la brisa del mar, especialmente en la recta final de la primavera, cuando la temperatura del agua todavía es bastante fría y las temperaturas en la costa pueden ser de diez a veinte grados más fría que a pocos kilómetros del interior cerca del mediodía.
| Parámetros climáticos promedio de Boston, Massachusetts (Aeropuerto Internacional Logan), normales 1991‑2020, extremos 1872‑presente | Parámetros climáticos promedio de Boston, Massachusetts (Aeropuerto Internacional Logan), normales 1991‑2020, extremos 1872‑presente | Parámetros climáticos promedio de Boston, Massachusetts (Aeropuerto Internacional Logan), normales 1991‑2020, extremos 1872‑presente | Parámetros climáticos promedio de Boston, Massachusetts (Aeropuerto Internacional Logan), normales 1991‑2020, extremos 1872‑presente | Parámetros climáticos promedio de Boston, Massachusetts (Aeropuerto Internacional Logan), normales 1991‑2020, extremos 1872‑presente | Parámetros climáticos promedio de Boston, Massachusetts (Aeropuerto Internacional Logan), normales 1991‑2020, extremos 1872‑presente | Parámetros climáticos promedio de Boston, Massachusetts (Aeropuerto Internacional Logan), normales 1991‑2020, extremos 1872‑presente | Parámetros climáticos promedio de Boston, Massachusetts (Aeropuerto Internacional Logan), normales 1991‑2020, extremos 1872‑presente | Parámetros climáticos promedio de Boston, Massachusetts (Aeropuerto Internacional Logan), normales 1991‑2020, extremos 1872‑presente | Parámetros climáticos promedio de Boston, Massachusetts (Aeropuerto Internacional Logan), normales 1991‑2020, extremos 1872‑presente | Parámetros climáticos promedio de Boston, Massachusetts (Aeropuerto Internacional Logan), normales 1991‑2020, extremos 1872‑presente | Parámetros climáticos promedio de Boston, Massachusetts (Aeropuerto Internacional Logan), normales 1991‑2020, extremos 1872‑presente | Parámetros climáticos promedio de Boston, Massachusetts (Aeropuerto Internacional Logan), normales 1991‑2020, extremos 1872‑presente | Parámetros climáticos promedio de Boston, Massachusetts (Aeropuerto Internacional Logan), normales 1991‑2020, extremos 1872‑presente |
| Mes | Ene. | Feb. | Mar. | Abr. | May. | Jun. | Jul. | Ago. | Sep. | Oct. | Nov. | Dic. | Anual |
| --- | --- | --- | --- | --- | --- | --- | --- | --- | --- | --- | --- | --- | --- |
| Temp. máx. abs. (°C) | 23.3 | 22.8 | 31.7 | 34.4 | 36.1 | 37.8 | 40 | 38.9 | 38.9 | 32.2 | 28.3 | 24.4 | 40 |
| Temp. máx. media (°C) | 2.7 | 3.9 | 7.5 | 13.6 | 19.2 | 24.6 | 27.8 | 26.9 | 22.8 | 16.7 | 10.9 | 5.7 | 15.2 |
| Temp. media (°C) | -1.2 | -0.1 | 3.5 | 9.2 | 14.7 | 20 | 23.4 | 22.6 | 18.7 | 12.7 | 7.1 | 2.1 | 11.1 |
| Temp. mín. media (°C) | -4.9 | -4.1 | -0.5 | 4.9 | 10.2 | 15.4 | 18.9 | 18.4 | 14.6 | 8.6 | 3.3 | -1.6 | 6.9 |
| Temp. mín. abs. (°C) | -25 | -27.8 | -22.2 | -11.7 | -0.6 | 5 | 10 | 7.8 | 1.1 | -3.9 | -18.9 | -27.2 | -27.8 |
| Precipitación total (mm) | 86.1 | 81.5 | 105.9 | 92.2 | 82.6 | 98.8 | 83.1 | 82 | 90.4 | 102.4 | 93 | 109.2 | 1107.2 |
| Nevadas (cm) | 36.3 | 36.6 | 22.9 | 4.1 | 0 | 0 | 0 | 0 | 0 | 0.5 | 1.8 | 22.9 | 125 |
| Días de precipitaciones (≥ 0.2 mm)                                                                                                   | 11.8 | 10.6 | 11.6 | 11.6 | 11.8 | 10.9 | 9.4 | 9.0 | 9.0 | 10.5 | 10.3 | 11.9 | 128.4 |
| Días de nevadas (≥ 0.2 cm) | 6.6 | 6.2 | 4.4 | 0.8 | 0.0 | 0.0 | 0.0 | 0.0 | 0.0 | 0.2 | 0.6 | 4.2 | 23.0 |
| Horas de sol | 163.4 | 168.4 | 213.7 | 227.2 | 267.3 | 286.5 | 300.9 | 277.3 | 237.1 | 206.3 | 143.2 | 142.3 | 2633.6 |
| Humedad relativa (%) | 62.3 | 62.0 | 63.1 | 63.0 | 66.7 | 68.5 | 68.4 | 70.8 | 71.8 | 68.5 | 67.5 | 65.4 | 66.5 |
| Fuente: NOAA (humedad y horas de sol 1961‑1990)                                                                                      | | | | | | | | | | | | | |

## Demografía
Según el censo estadounidense de 2000, en la ciudad de Boston residían 589 141 habitantes, y había 239 528 hogares y 115 212 familias. La densidad de población era de 4697 hab./km². De las grandes ciudades estadounidenses, solo Nueva York, San Francisco y Chicago tenían una densidad de población mayor que Boston. Había 251 935 unidades de vivienda en una densidad media de 2009 viviendas/km². El censo elaborado en 2008 reveló que la población de la ciudad era de 609 023 habitantes; es decir, un 3.4 % más que en el censo de 2000. Durante los días de la semana, la población de Boston puede aumentar durante el día a cerca de 1.2 millones. Esta fluctuación de la población es provocada por cientos de miles de residentes suburbanos que viajan a la ciudad en relación con el trabajo, educación, salud y eventos especiales.

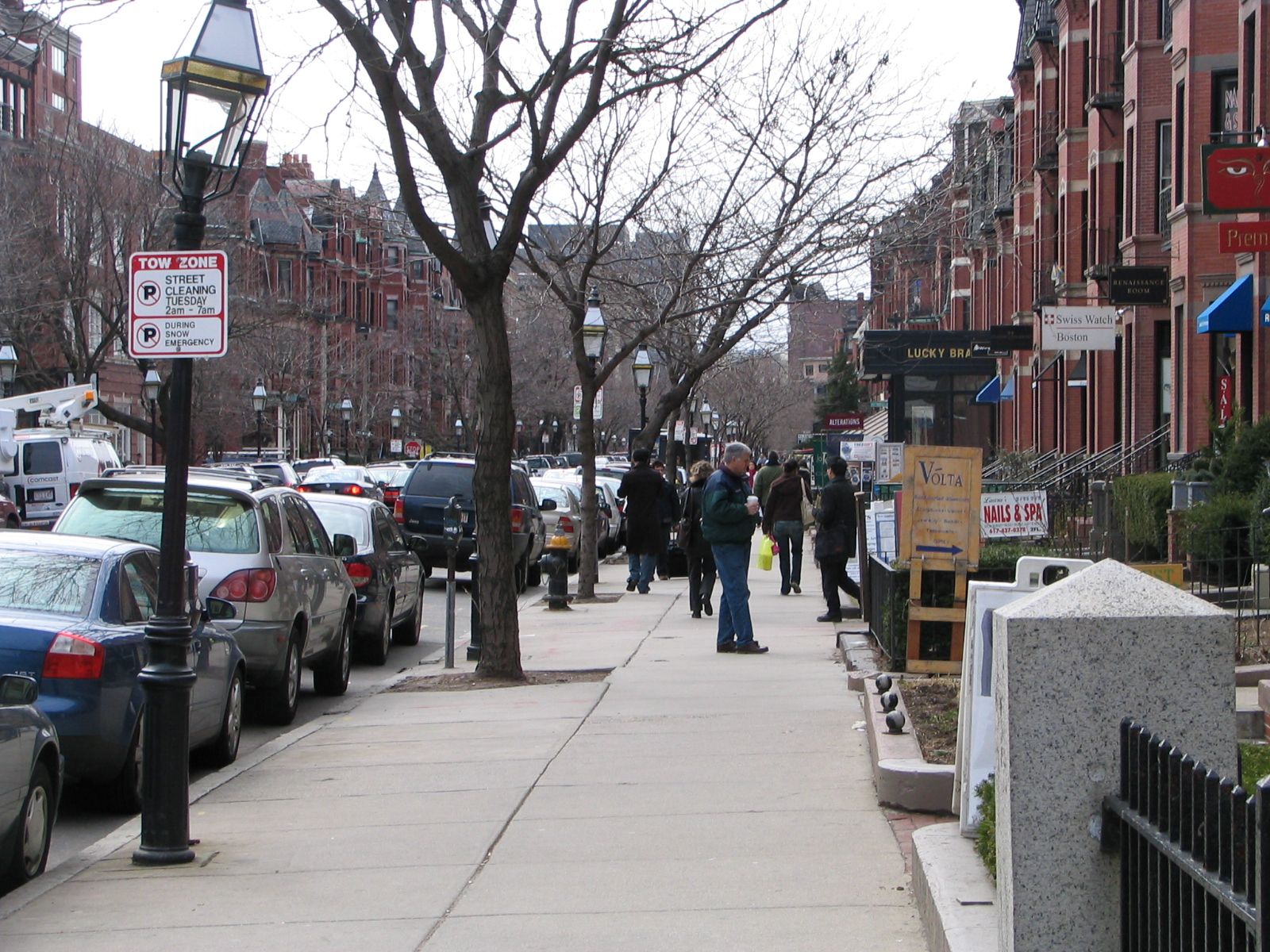
Newbury Street, una de las principales vías hacia el distrito financiero.

En la ciudad, la población se repartió por edades de la siguiente manera: con un 19.8 % menores de dieciocho años; el 16.2 % de dieciocho a veinticuatro; el 35.8 % de veinticinco a cuarenta y cuatro; el 17.8 % de cuarenta y cinco a sesenta y cuatro; y el 10.4 % contaba con sesenta y cinco años o más. La media de edad fue de treinta y un años. Por cada 100 mujeres, había 92.8 hombres. Por cada 100 mujeres mayores de dieciocho años, había 90.2 hombres. El censo reveló, también, que había 239 528 hogares, de los cuales el 22.7 % tenían hijos menores de dieciocho años que vivían con ellos; el 27.4 % eran parejas casadas que viven juntas; el 16.4 % contaba con una mujer de familia sin marido presente; y el 51.9 % no eran familias. El 37.1 % de todos los hogares se componían de familias y en el 9.1% había alguien que vivía solo/a de sesenta y cinco años o más. El tamaño medio del hogar era de 2.31 personas y el tamaño promedio de la familia era de 3.17 personas.
La media de los ingresos de un hogar en Boston era de 39 629 dólares, y la renta media para una familia era de 44 151 dólares. Los hombres tenían un ingreso medio de 37 435 dólares frente a los 32 421 dólares de las mujeres. La renta per cápita para la ciudad fue de 23 353 dólares. El 19.5 % de la población y el 15.3 % de las familias se encontraban por debajo del umbral de pobreza. De la población total, el 25.6 % de los menores de dieciocho años y el 18.2% de las personas mayores de sesenta y cinco años vivían por debajo de dicho umbral.
Según el estudio sobre la comunidad estadounidense de 2007, la ciudad tenía una población en la que el 58.4 % eran blancos (50 % de blancos no hispanos); el 25.3 % afroamericanos (22.2 % negros no hispanos o solo afroamericanos); el 0.8 % eran indios americanos y nativos de Alaska; el 8.7 % eran asiáticos; el 0.1 % hawaianos y otros isleños del Pacífico; el 9.4 % de otra raza, y el 2.6 % a partir de dos o más razas. El 15.6 % del total de la población eran hispanos o latinos de cualquier raza. Según una estimación en 2006, la población blanca comprende el 53.5 % de la población y los hispanos representan el 15.5 %.
Los habitantes de ascendencia irlandesa forman el mayor grupo étnico en la ciudad, lo que representa el 15.8 % de la población, seguidos por los italianos, que representan el 8.3 % de la población. Los caribeños son otro grupo importante, representando el 6.4 % de la población, cerca de la mitad de los cuales son de ascendencia haitiana. Algunos barrios, como Dorchester, han recibido una notable afluencia de personas de ascendencia vietnamita en las últimas décadas. Barrios como Jamaica Plain y Roslindale han experimentado un creciente número de dominicanos.
La ciudad de Boston también tiene una de las mayores poblaciones LGBT per cápita. Ocupa el quinto lugar de todas las principales ciudades del país (detrás de San Francisco, y ligeramente por detrás de Seattle, Atlanta, y Mineápolis, respectivamente). En Boston, el 12.3 % de la ciudad se reconoce a sí misma como gay, lesbiana o bisexual.

## Galería

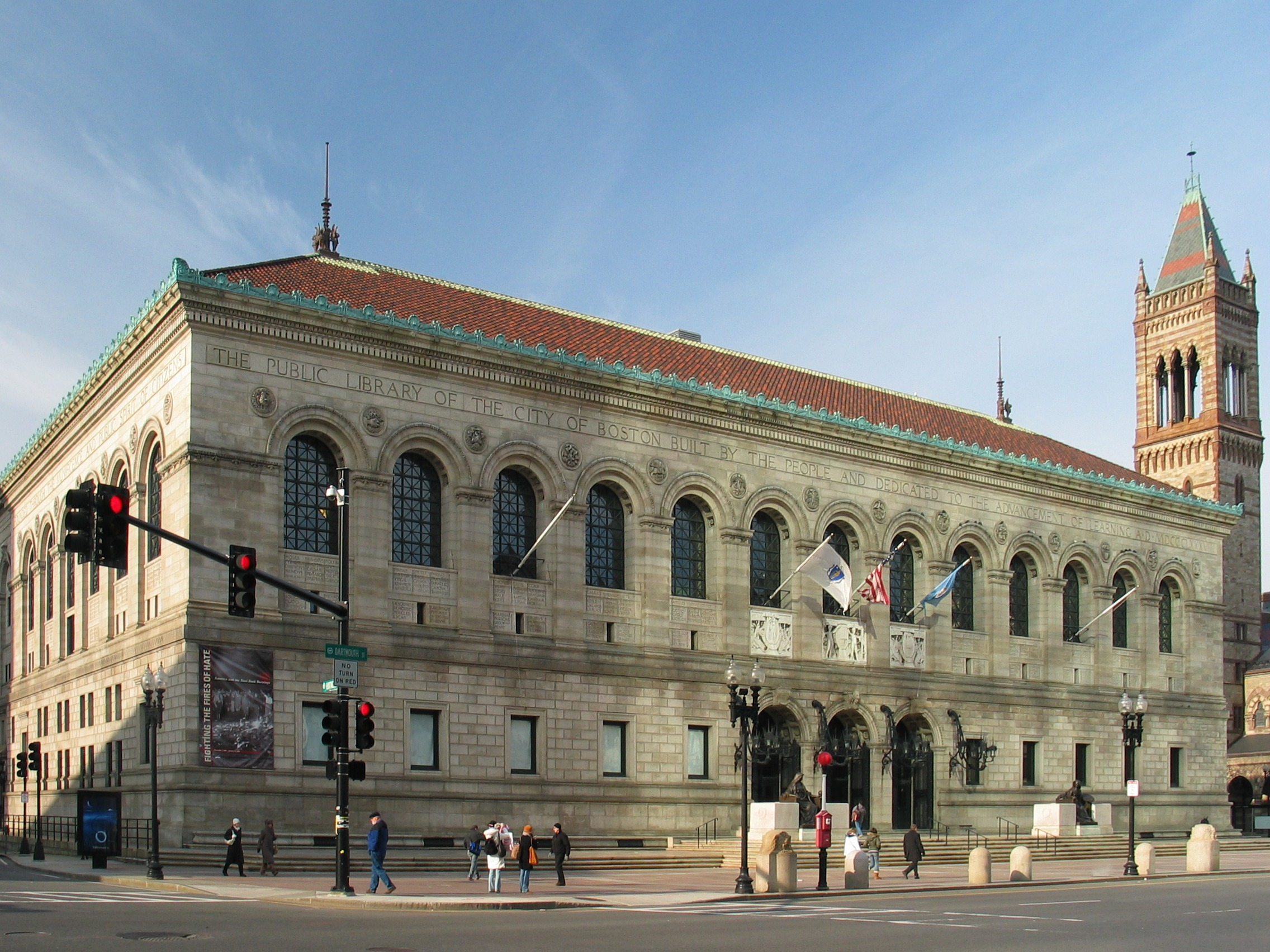
La Biblioteca Pública de Boston
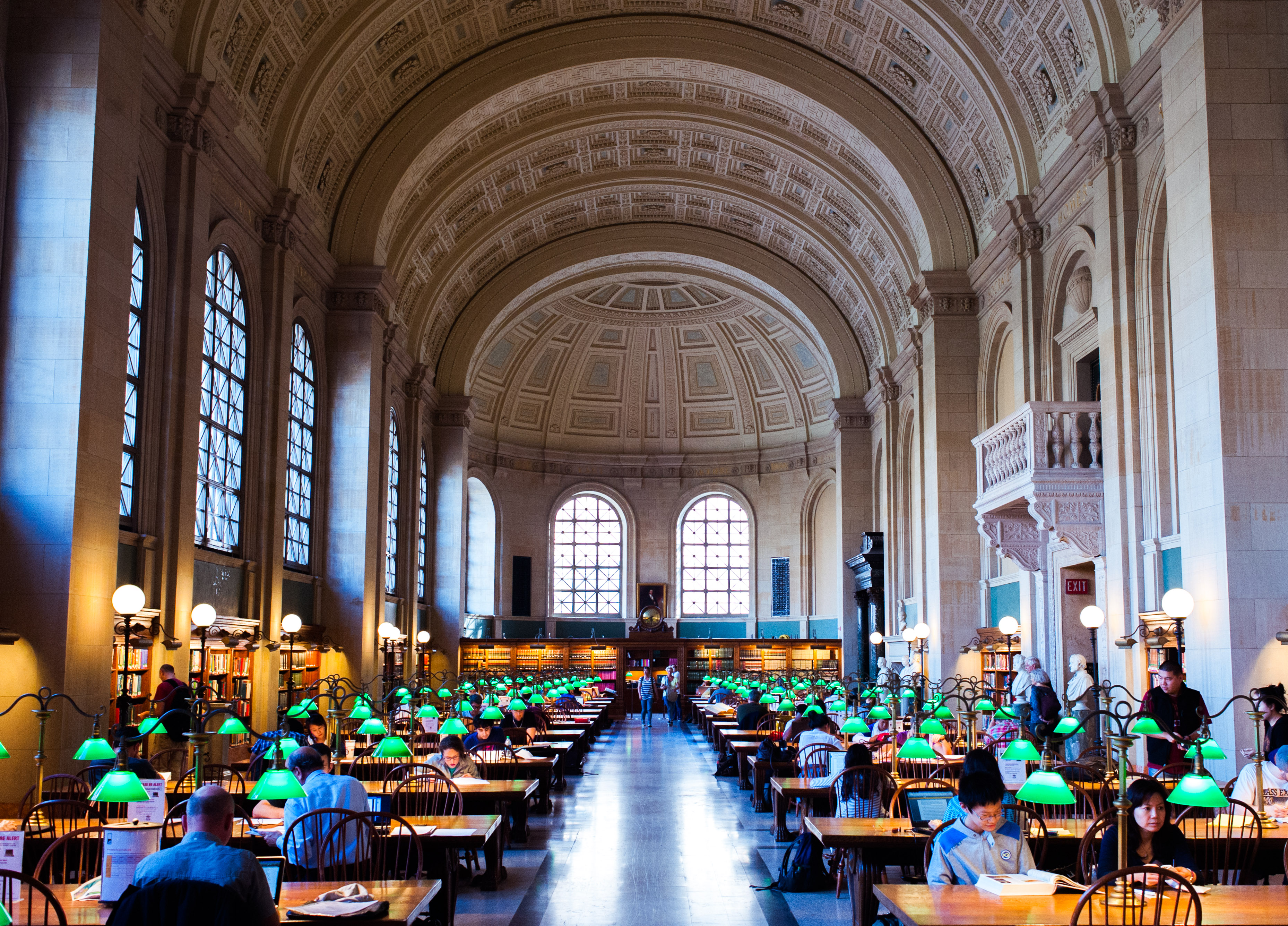
La Biblioteca Pública de Boston
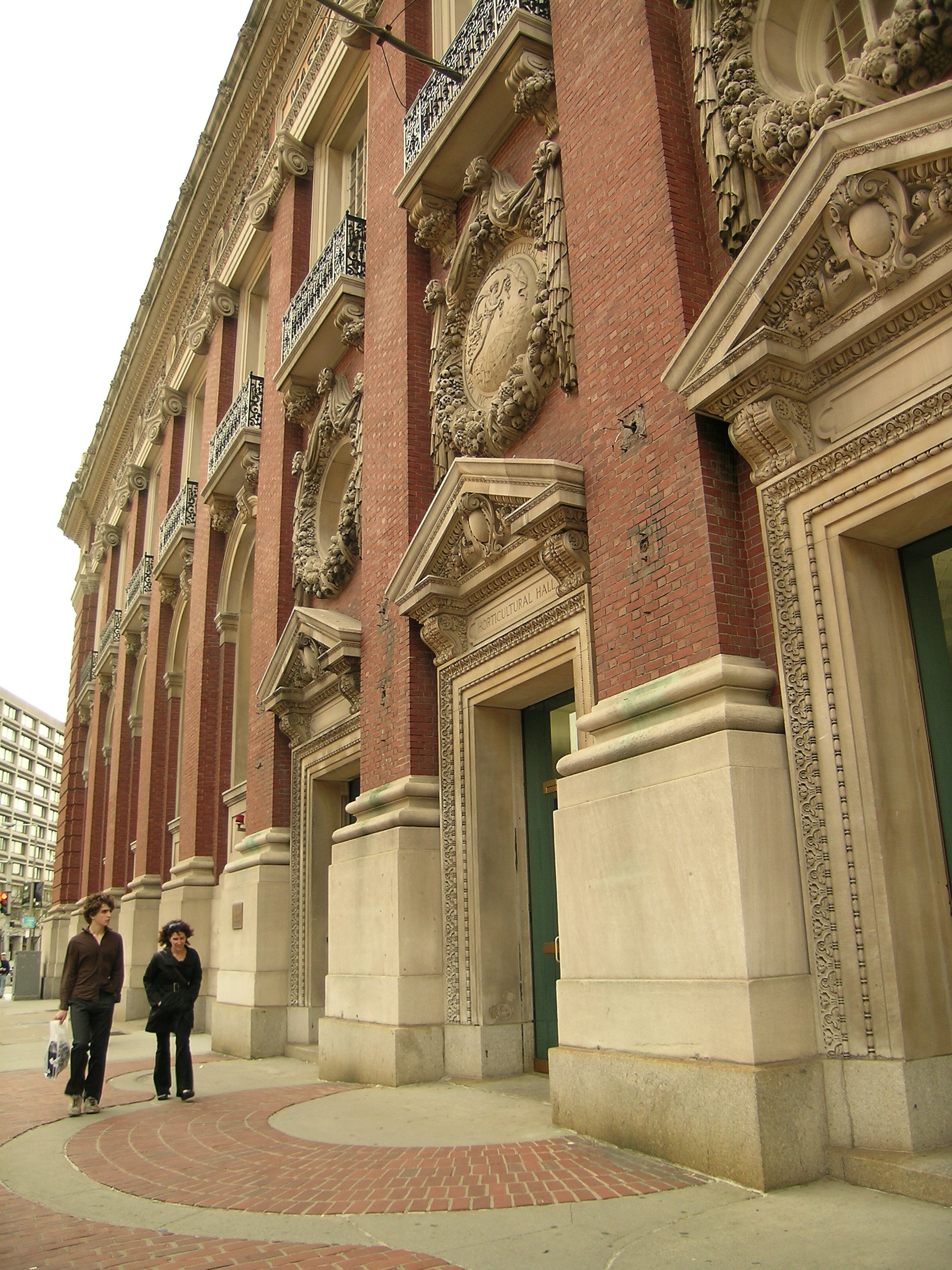
Horticultural Hall
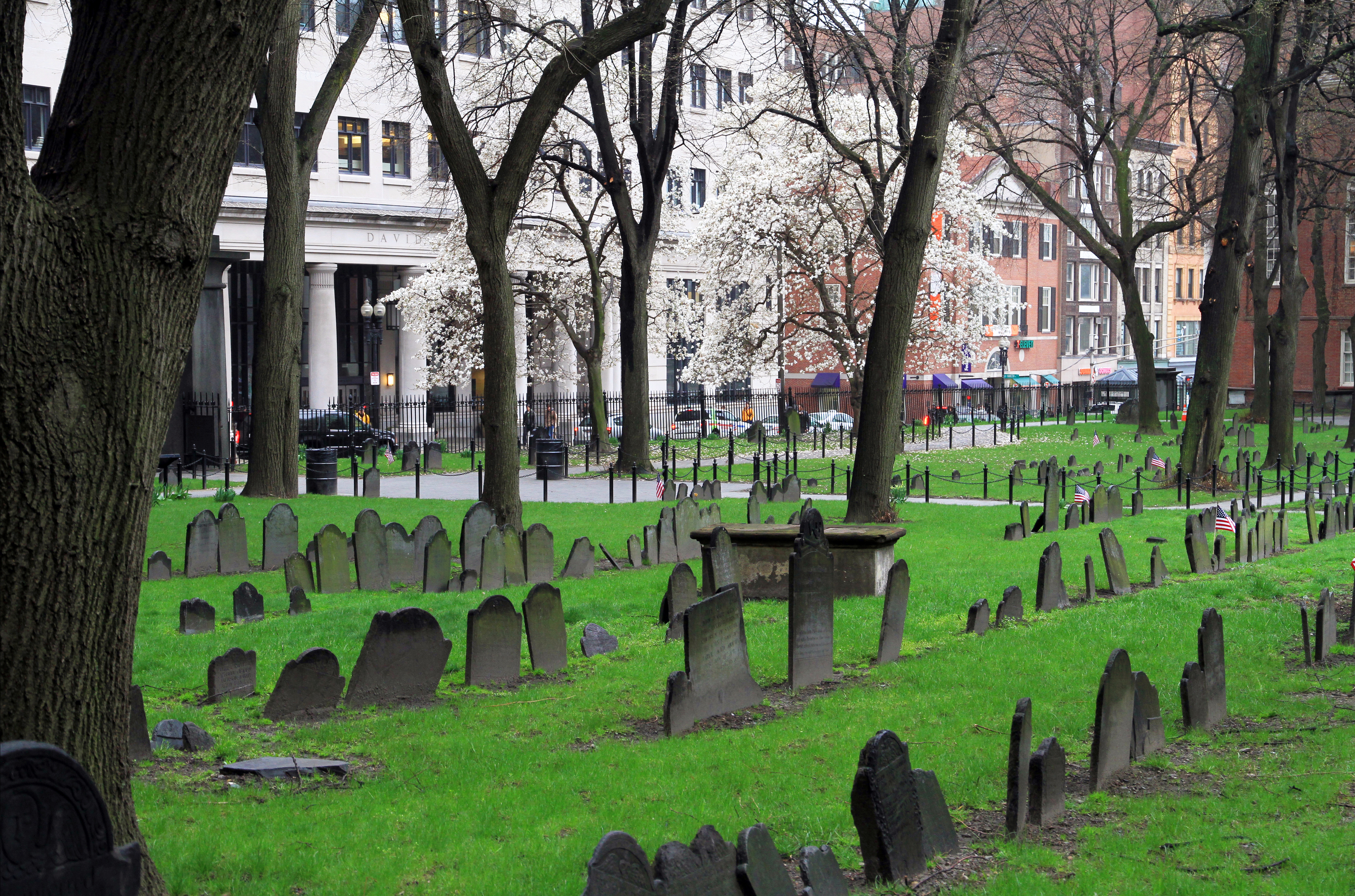
Cementerio Granary Burying Ground
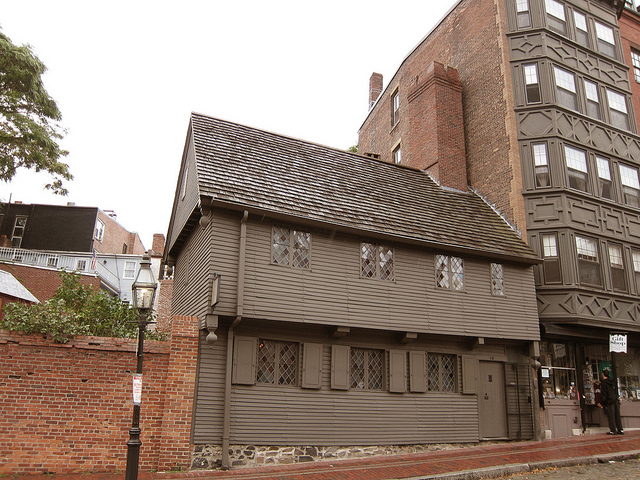
La casa de Paul Revere
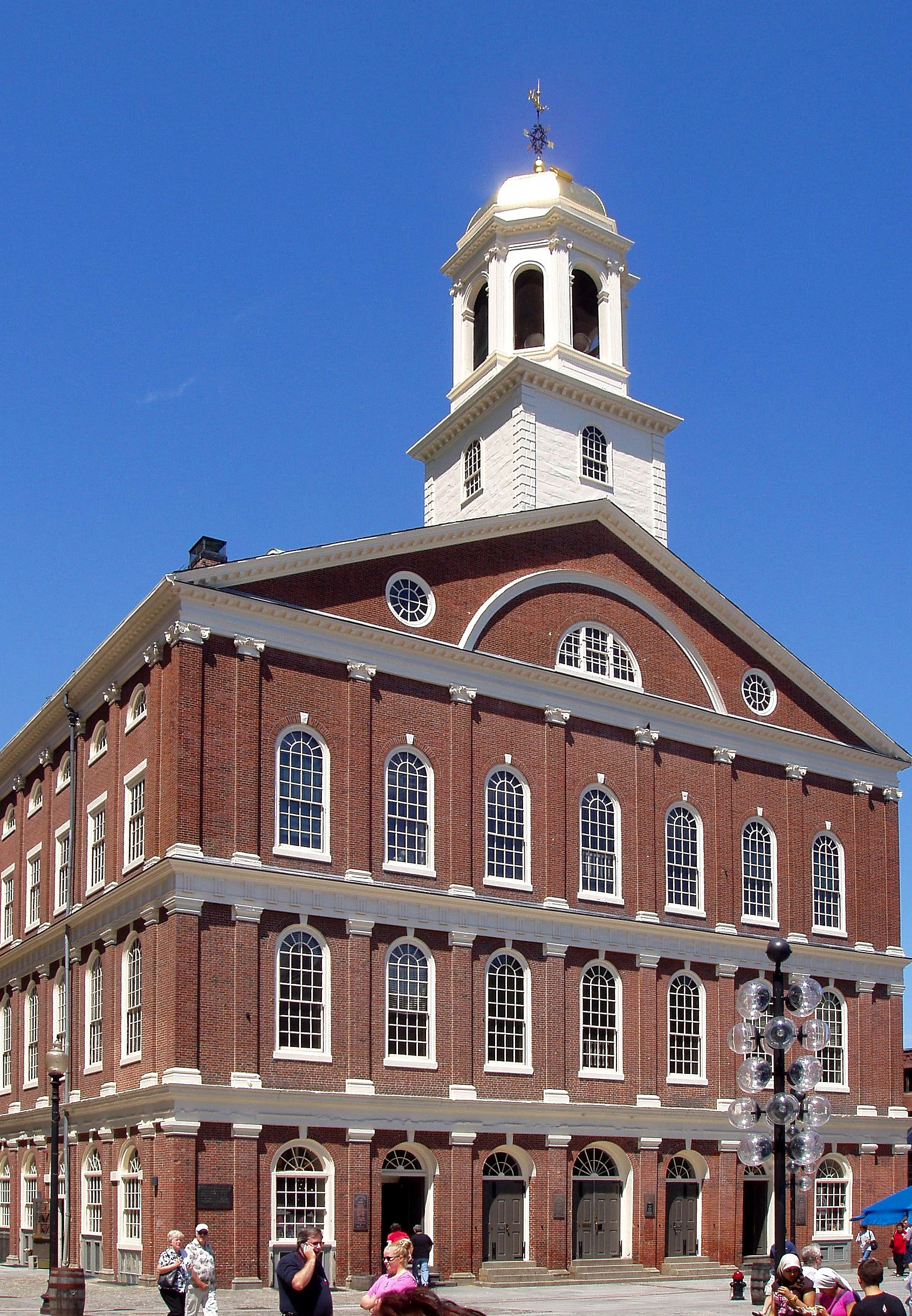
Faneuil Hall
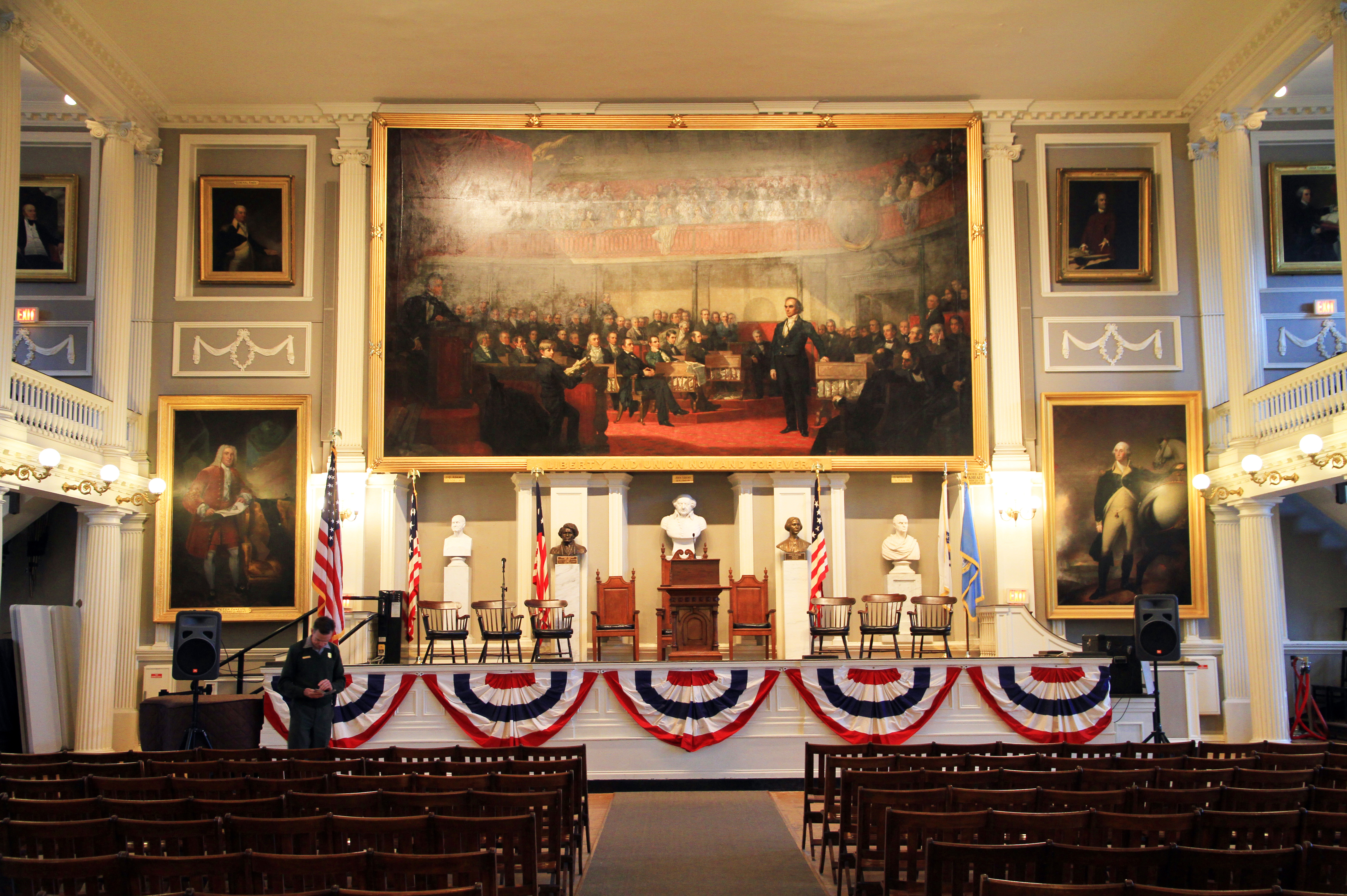
Faneuil Hall
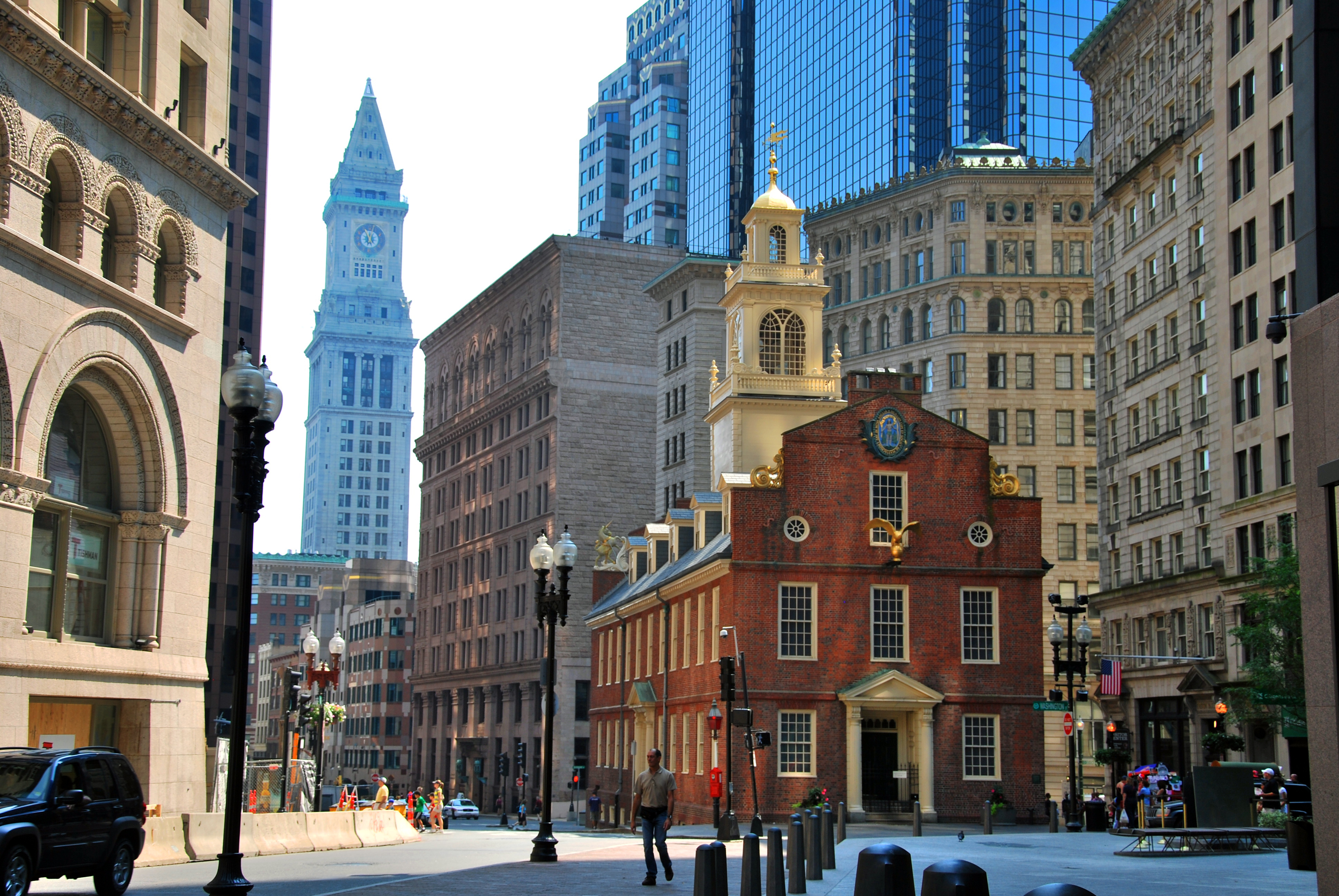
El primer edificio del gobierno, la Vieja Casa de Estado
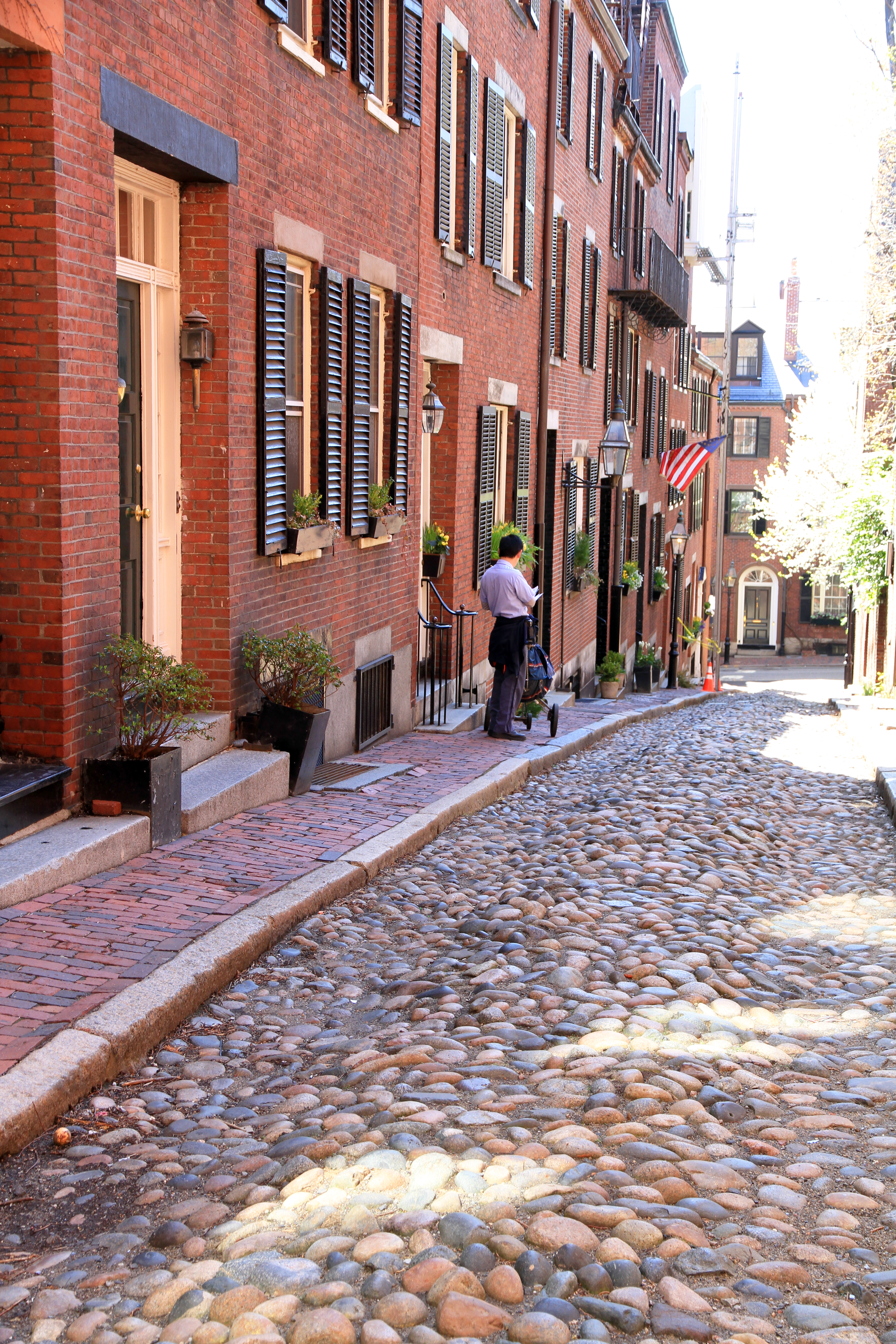
Beacon Hill
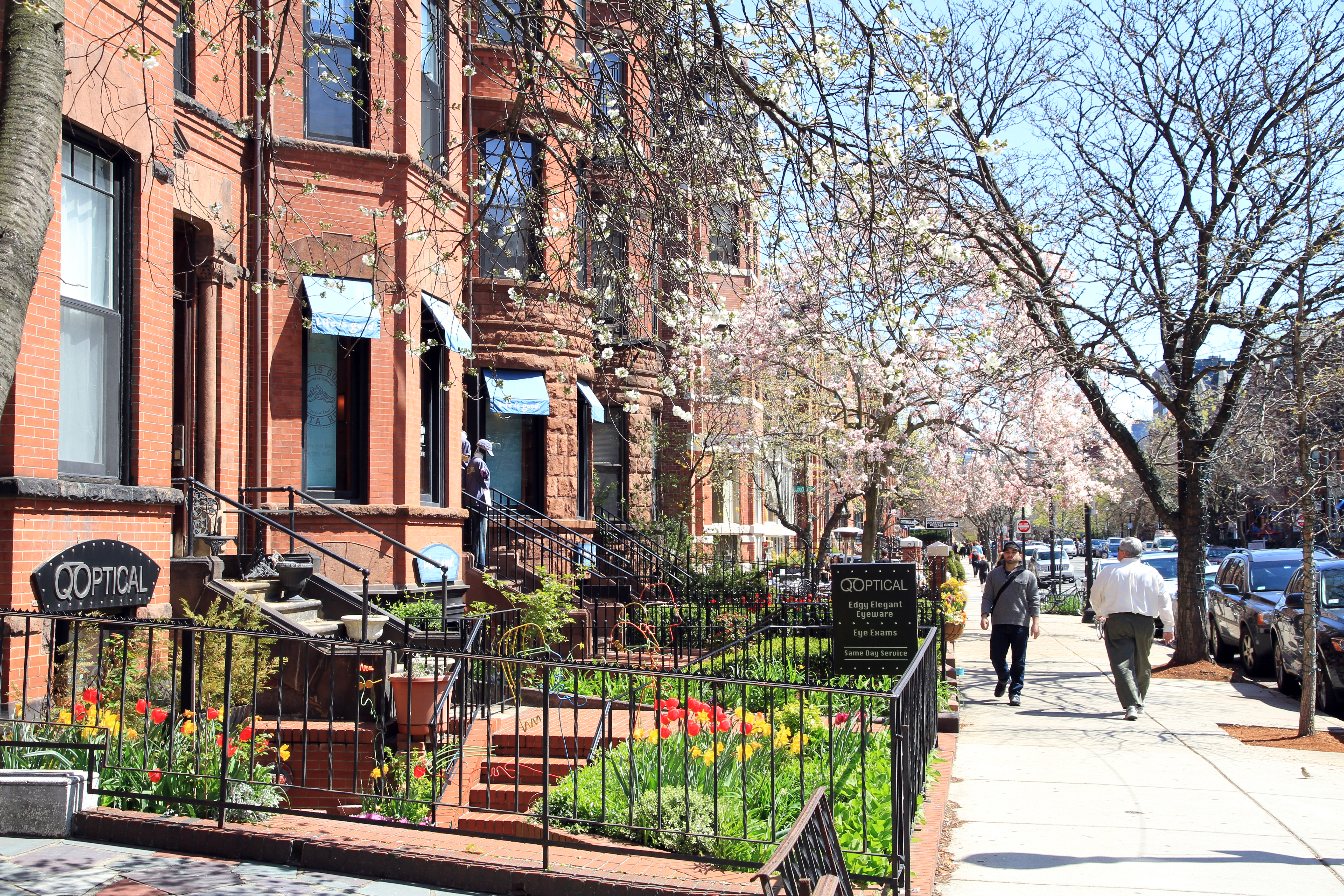
Newbury Street
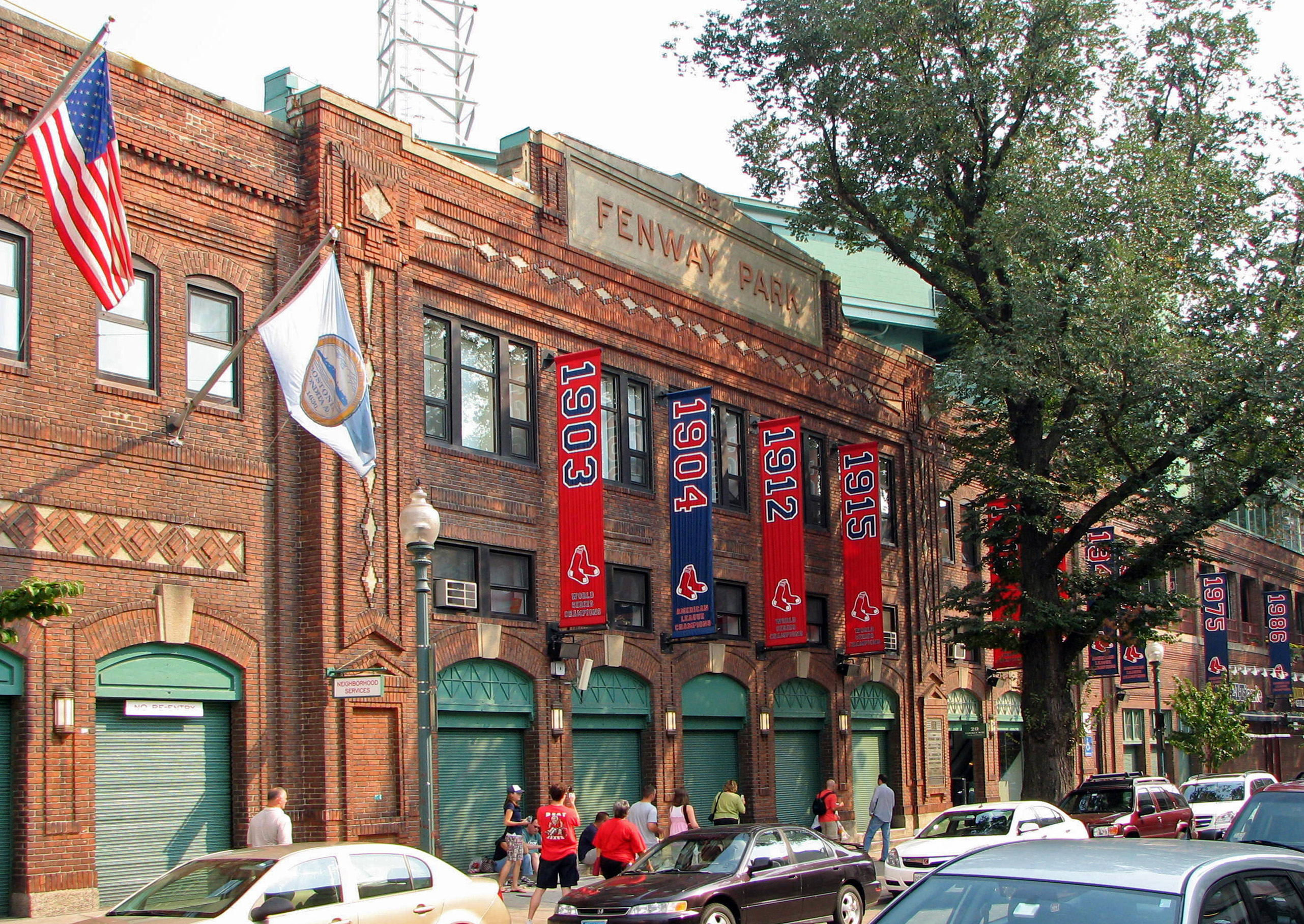
Fenway Park
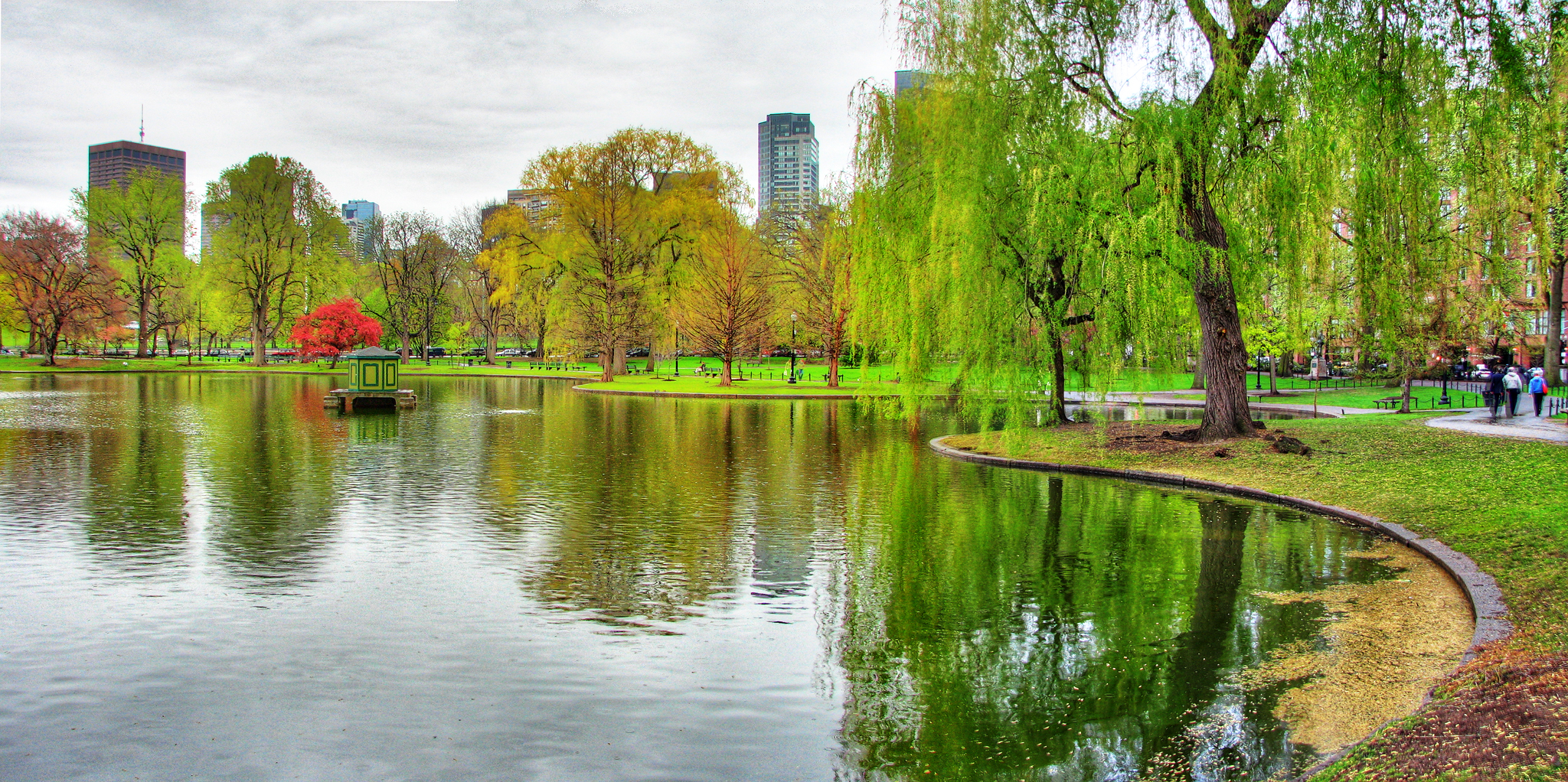
Jardín Público
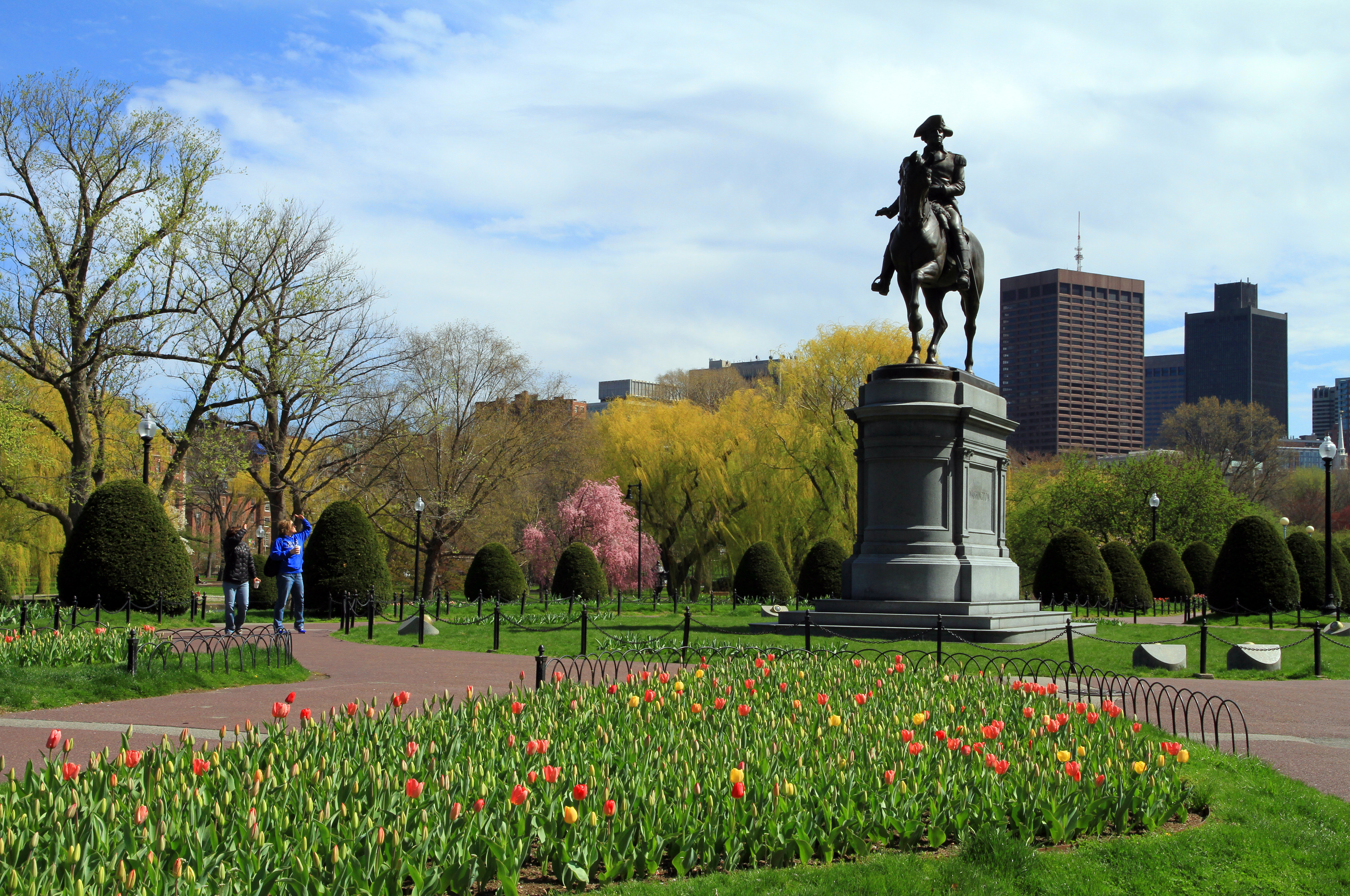
Jardín Público
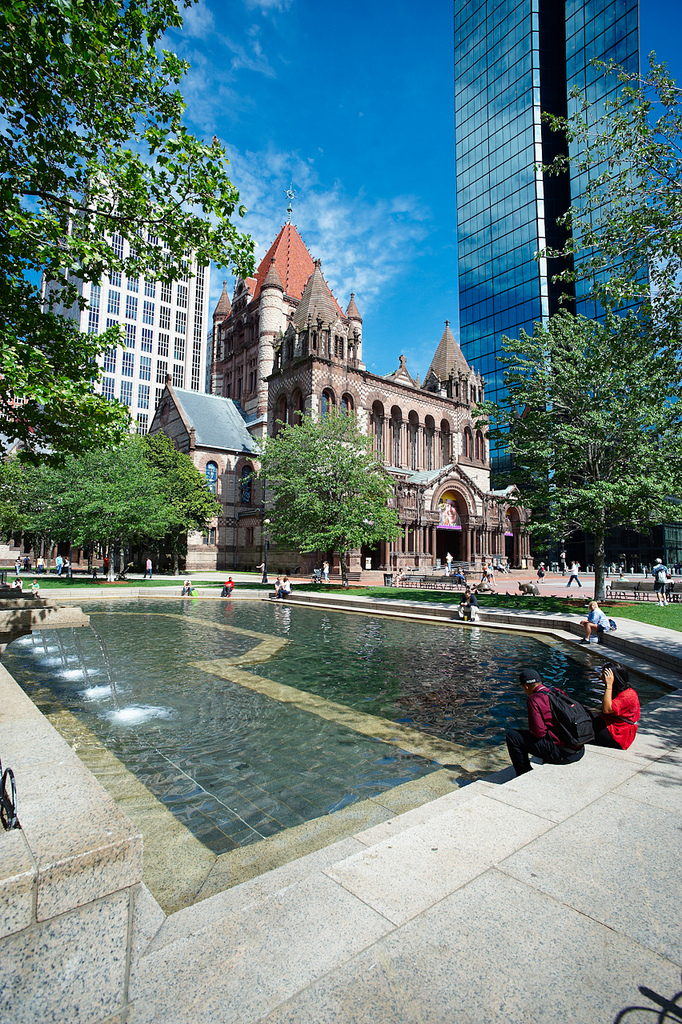
Iglesia de la Trinidad en Copley Square
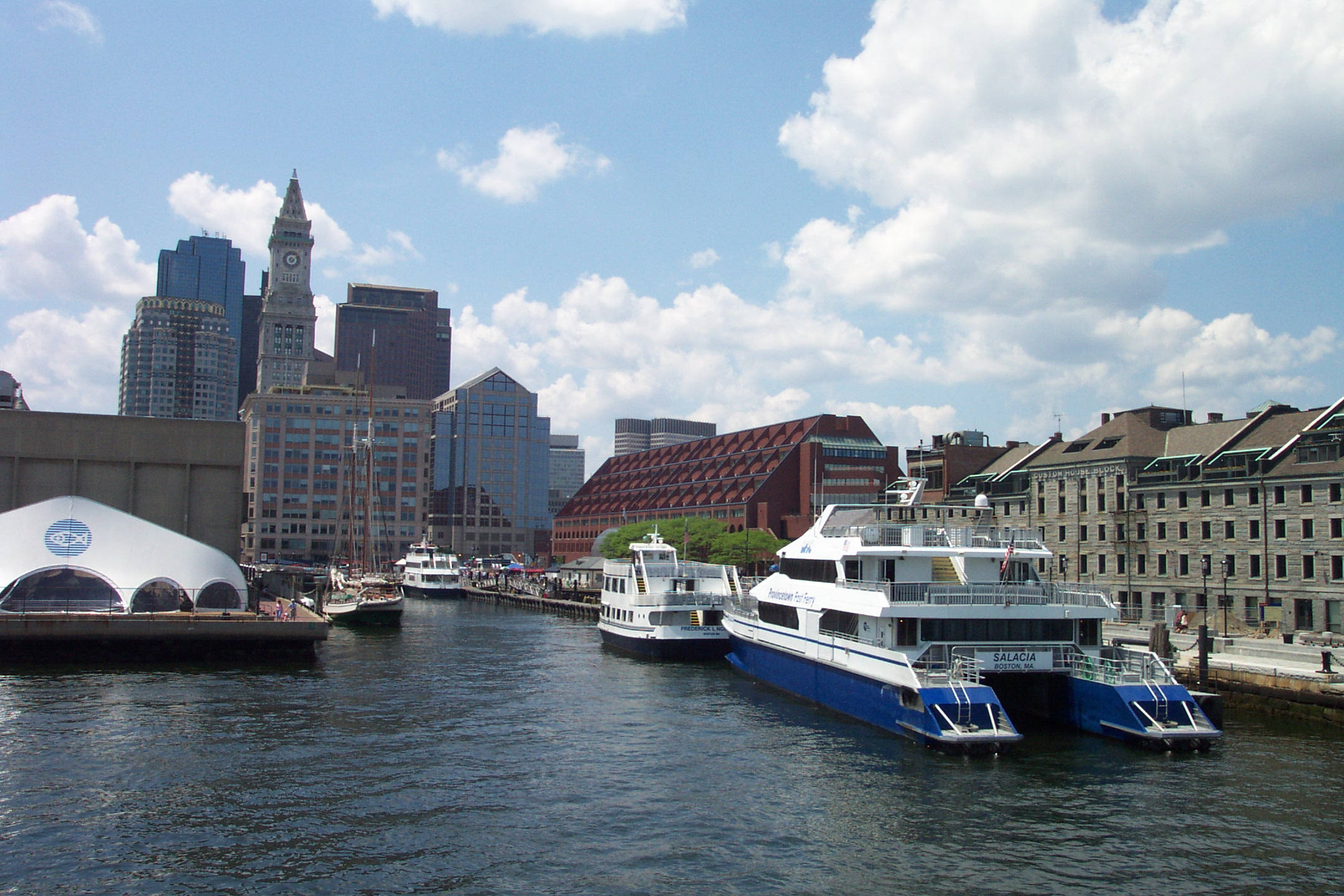
Long Wharf

### Dialecto
El «acento de Boston» es uno de los acentos más prestigiosos y conocidos del inglés estadounidense y también es ampliamente parodiado en los Estados Unidos como el discurso de los Kennedy y los graduados de Harvard. Es un acento del tipo no rótico (es decir, cae el sonido «r» al final de sílabas a menos que la siguiente sílaba comience con una vocal) y utiliza una «a» más larga para palabras como «bath» de sonido como «baath». El inglés dialectal de Boston tiene sus propios términos, véase el ejemplo de «frappe», que se refiere a un batido hecho con helado. El acento se originó en el dialecto no rótico de Anglia Oriental y Lincolnshire del siglo XVII.

### Delincuencia

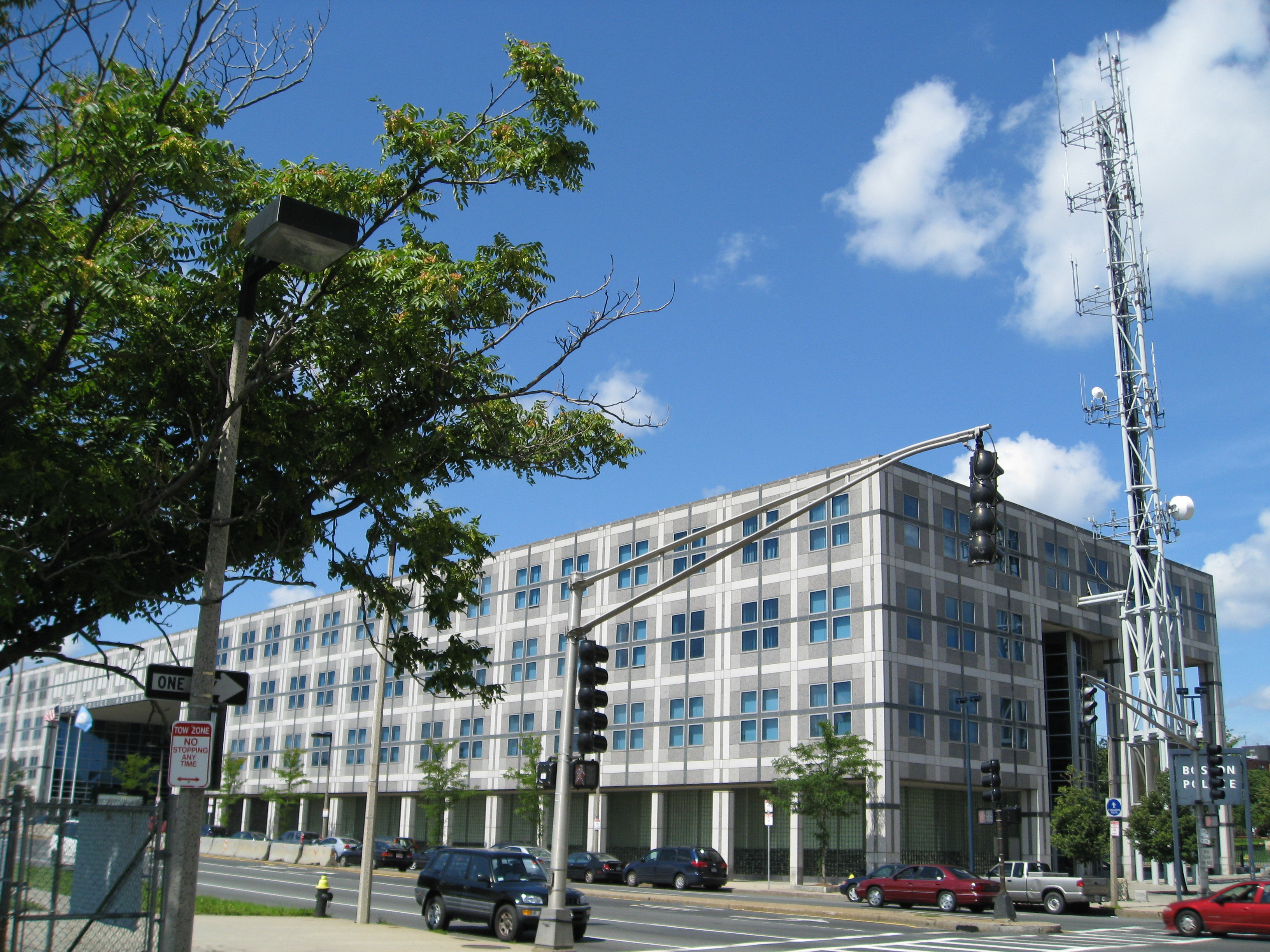
Sede del Departamento de Policía de Boston.

La ciudad ha visto una gran disminución de los delitos violentos desde comienzos de los años 1990. La baja tasa de delincuencia de Boston en los últimos años del siglo XX y comienzos del siglo XXI ha sido acreditada a la colaboración del Departamento de Policía de Boston con grupos de vecinos y a las iglesias parroquiales por evitar que los jóvenes se unan a pandillas, así como la intervención del fiscal federal de los Estados Unidos y de las oficinas del fiscal de distrito. Esto ayudó a conducir, en parte, a lo que se promocionó como el «milagro de Boston». Los asesinatos en la ciudad se redujeron de 152 en 1990 (para una tasa de homicidios de 26.5 por cada cien mil habitantes) a treinta y uno en 1999 (para una tasa de 5.26 homicidios por cada cien mil habitantes).
En 2000, sin embargo, el recuento anual de asesinatos fluctuó en un 50 % en comparación con el año anterior, con sesenta asesinatos en 2002, seguido por tan solo treinta y nueve en 2003, sesenta y cuatro en 2004 y setenta y tres en 2005. Aunque las cifras están muy lejos de la marca de 1990, las aberraciones en la tasa de homicidios han sido inquietantes para muchos bostonianos y han impulsado el debate sobre si el Departamento de Policía de Boston debería revaluar su enfoque de la lucha contra la delincuencia. Los informes criminales de 2006 señalaron que se registraron dos homicidios más que en el curso anterior. Sin embargo, en 2007 y 2008 se detectó que el número de homicidios totales se encaminaba a una línea descendente desde 2006, pues se contabilizaron sesenta y cinco y sesenta y dos homicidios en 2007 y 2008, respectivamente. En 2009 la tendencia continuó a la baja con un total de veintisiete homicidios.

## Economía

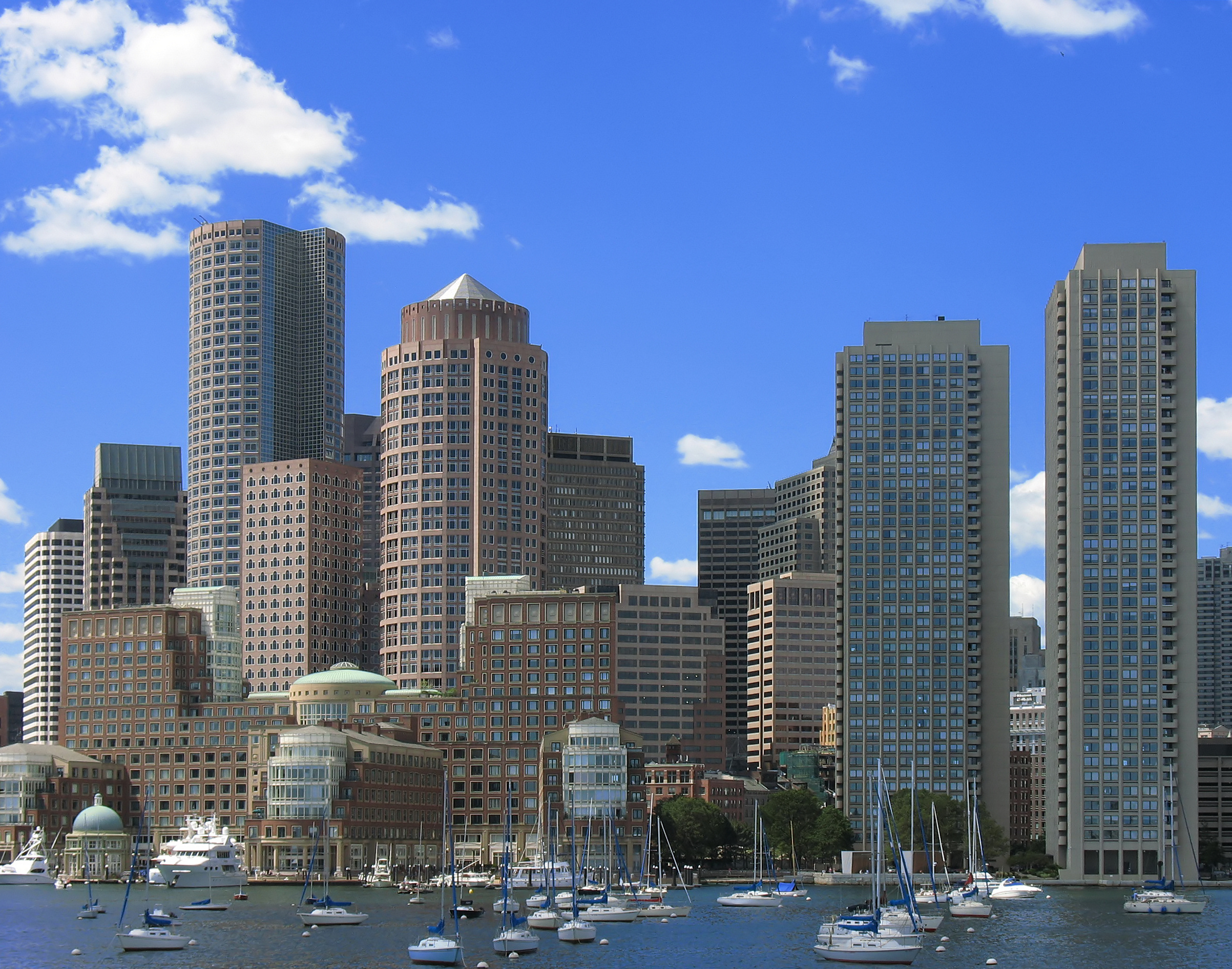
El Distrito Financiero visto desde el Puerto de Boston.

Los institutos y universidades de Boston tienen un gran impacto en la economía de la ciudad y de la región. No solo son una de las principales fuentes de empleo, sino que también atraen industrias de alta tecnología A la ciudad y a la región circundante. El área de Boston es la sede de empresas de tecnología como EMC Corporation y Analog Devices, y de empresas de comercio electrónico como Vistaprint y CSN Stores. Boston es también un importante centro de empresas de biotecnología, entre las que se incluyen Millennium Pharmaceuticals, Merck & Co., Millipore, Genzyme y Biogen Idec. Según un informe de 2003 por la Autoridad de Reurbanización de Boston, los estudiantes matriculados en los institutos y universidades de Boston contribuyen con cuatro mil ochocientos millones de dólares anuales a la economía de la ciudad. Boston también recibe la mayor cantidad absoluta de la financiación anual de los Institutos Nacionales de la Salud de todas las ciudades en los Estados Unidos.

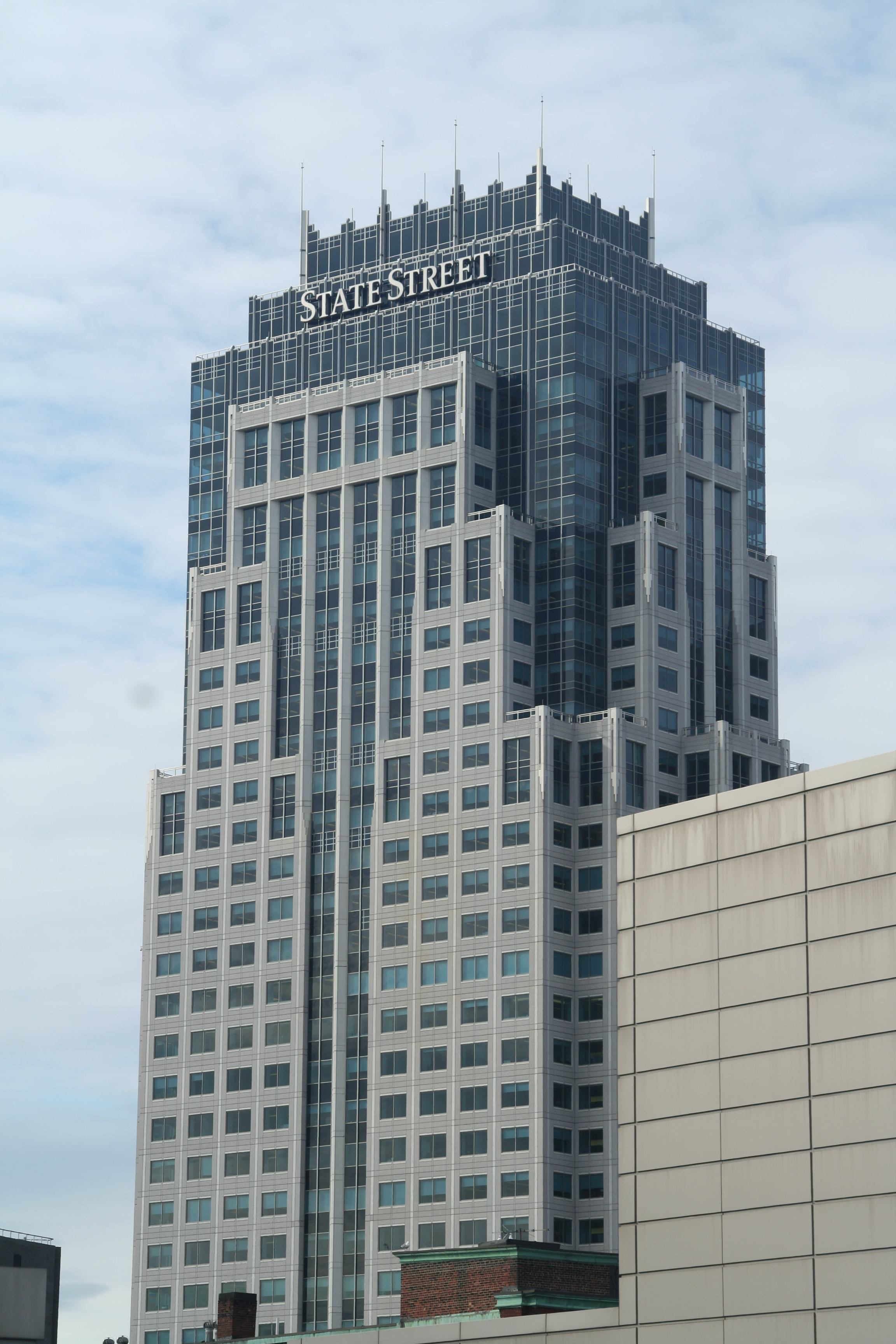
Oficinas centrales de State Street Corporation en Boston.

El turismo comprende una gran parte de la economía de Boston. En 2004, los turistas gastaron siete mil novecientos millones y convirtieron a la ciudad uno de los diez destinos turísticos más populares del país. Algunas de las otras industrias importantes son los servicios financieros, especialmente los fondos comunes de inversión y seguros. Fidelity Investments, una empresa de inversión establecida en Boston, ayudó a popularizar el fondo mutuo en los años 1980 y ha hecho de Boston una de las principales ciudades financieras en los Estados Unidos. La ciudad también es la sede regional de grandes bancos como el Banco de América y Santander Bank (anteriormente Sovereign Bank), y es un centro de capital riesgo. State Street Corporation, empresa especializada en la gestión de activos y servicios de custodia, tiene su sede en la ciudad. Boston es también un centro de impresión y edición; Houghton Mifflin Harcourt tiene su sede en Boston, junto con Bedford-St. Martin's Press, Beacon Press y Little, Brown and Company. La ciudad cuenta con cuatro grandes centros de convenciones; el Hynes Convention Center en la bahía Back, el Bayside Expo Center en Dorchester, y el World Trade Center, el Boston Convention y el Exhibition Center en South Boston. Debido a la situación de Boston como capital del estado y casa regional de las agencias federales, la ley y el gobierno son otro componente importante de la economía de la ciudad.
Algunas de las principales empresas con sede en la ciudad son la compañía de seguros Liberty Mutual, Gillette (ahora propiedad de Procter & Gamble), New Balance, The Boston Consulting Group, Bain Capital, Bain & Company, Boston Scientific y Teradyne, uno de los principales fabricantes mundiales de semiconductores y otros equipos electrónicos de prueba. También está la sede de los cochecitos uppababy. Otras grandes empresas se encuentran fuera de la ciudad, especialmente a lo largo de la Ruta 128. Ésta es el centro de la industria de alta tecnología de la región. En 2006, Boston y su área metropolitana fue clasificada como la cuarta ciberciudad más grande en los Estados Unidos con 191 700 empleos de alta tecnología. Solo las áreas metropolitanas de Nueva York y Washington D. C., y Silicon Valley tienen mayores sectores de alta tecnología. El Puerto de Boston es uno de los principales puertos marítimos a lo largo de la costa este de los Estados Unidos. Boston es clasificada como un «incipiente ciudad global» por un grupo de estudio de 2004 en la Universidad de Loughborough en Inglaterra. Un estudio de 2008 clasificó a Boston entre las diez principales ciudades del mundo para una carrera de finanzas.

## Gobierno

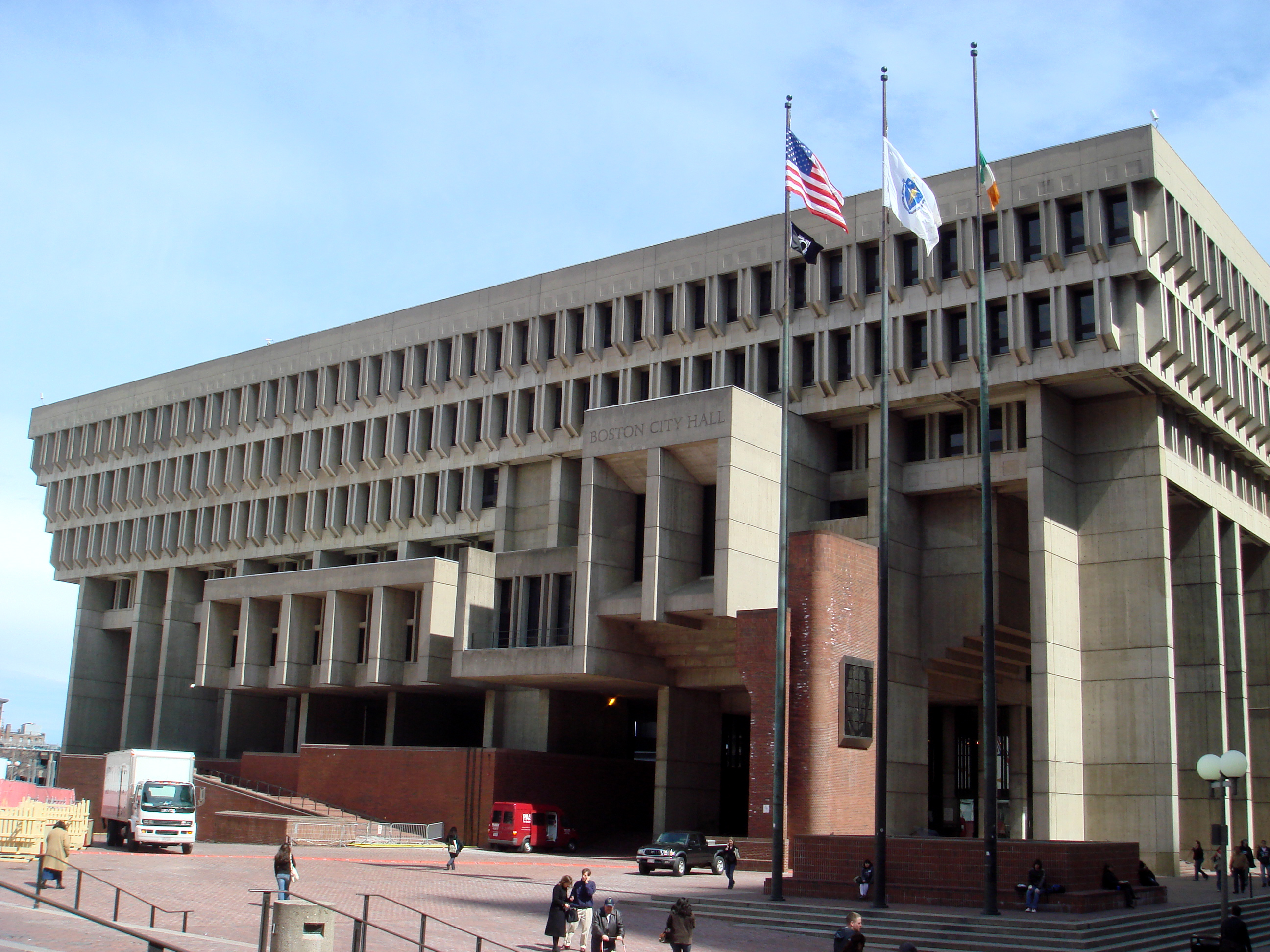
Ayuntamiento de Boston.

Boston tiene un sistema de consejo de gobierno en el que el alcalde está investido con amplios poderes ejecutivos. El alcalde es elegido para un mandato de cuatro años mediante escrutinio uninominal mayoritario. La actual alcaldesa de Boston es Michelle Wu. Los integrantes del Ayuntamiento de Boston son elegidos cada dos años. Hay nueve escaños de distrito, cada uno de ellos elegido por los residentes de ese distrito a través de voto, y cuatro escaños en general. Cada votante dispone de un máximo de cuatro votos y no se permite entregar más de un voto por candidato. Los candidatos con mayor votación de los cuatro totales son elegidos. El presidente del concejo municipal es elegido por los consejeros dentro de sí mismos. El comité escolar de las Escuelas Públicas de Boston es nombrado por el alcalde. La Autoridad de Reurbanización de Boston y de la Junta de Apelaciones de Zonificación (un cuerpo de siete personas nombradas por el alcalde) comparten la responsabilidad de la planificación del uso del suelo.

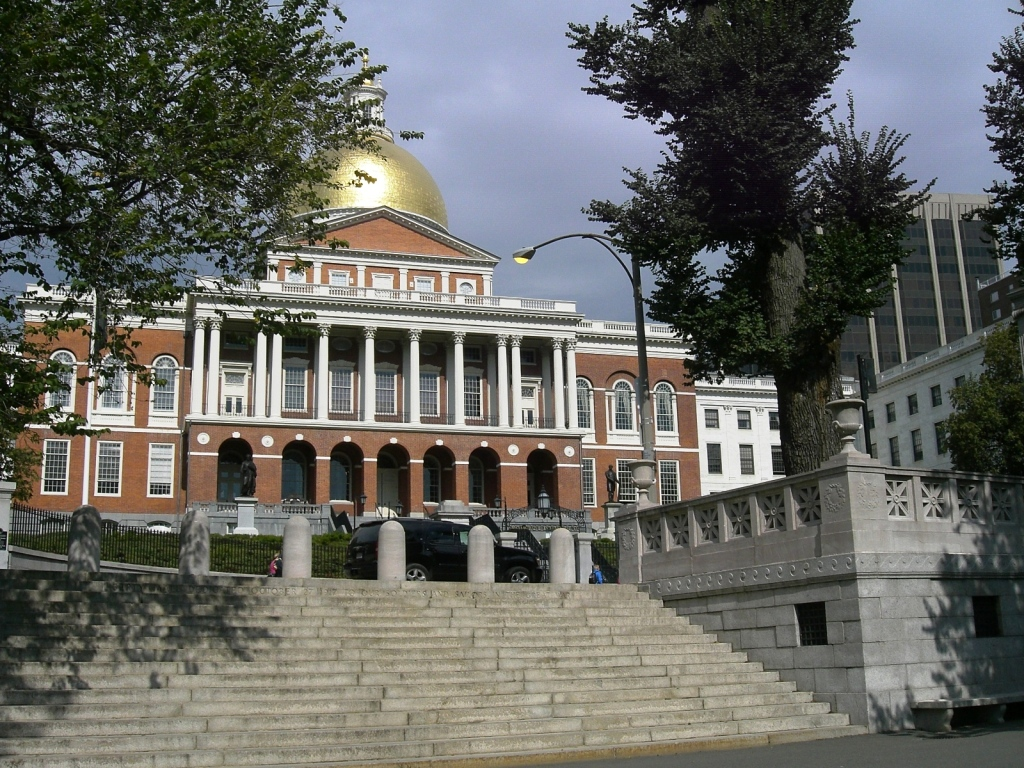
La Massachusetts State House, descrita por Oliver Wendell Holmes como «el Centro del Sistema Solar» en su colección de ensayos de 1858 The Autocrat of the Breakfast Table.

Además del gobierno de la ciudad, numerosas comisiones y autoridades estatales —incluidos los del Departamento de Conservación y Recreación de Massachusetts, la Comisión de Salud Pública de Boston y la Autoridad Portuaria de Massachusetts (conocida como Massport)— desempeñan un papel importante en la vida de los bostonianos. Como capital de Massachusetts, Boston juega un papel relevante en la política estatal. La ciudad tiene varias propiedades relacionadas con el Gobierno de los Estados Unidos, incluyendo el Edificio de la Oficina Federal John F. Kennedy y el Edificio Federal Thomas P. O'Neill. Boston también es la sede de la Corte de Apelaciones de Estados Unidos para el Primer Circuito y el Tribunal de Distrito de los Estados Unidos para el Distrito de Massachusetts; Boston es sede del Banco de la Reserva Federal de Boston (el primer distrito de la Reserva Federal). La ciudad está en el Octavo y Noveno distrito del Congreso.

## Cultura

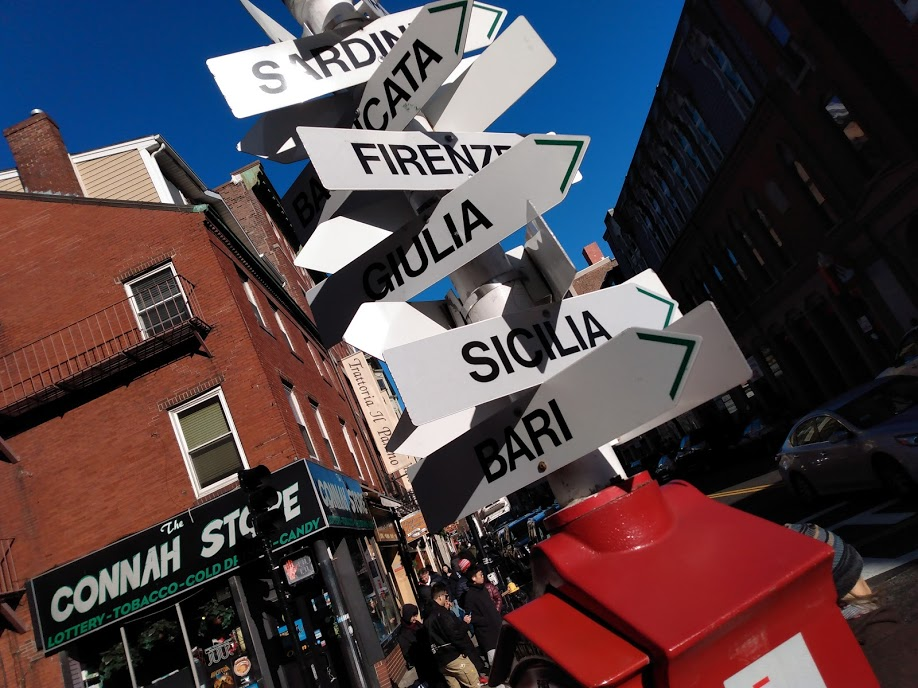
Calle de Hanover

La cultura de Boston está muy relacionada con Nueva Inglaterra, incluyendo un acento del este de la región conocido como acento de Boston, además de tener su propio argot. La ciudad ha sido y sigue siendo un importante destino de los inmigrantes irlandeses, quienes influyen en gran medida en la política de Boston y las instituciones religiosas y, por consiguiente, en el resto de Massachusetts.
Los bostonianos suelen ser considerados como personas con una fuerte identidad cultural, tal vez como resultado de su reputación intelectual; mucha de la cultura de Boston se ha originado en sus universidades. Mark Twain escribió una vez: «En Nueva York se preguntan “¿cuánto dinero tiene?”, en Filadelfia se preguntan, “¿quiénes fueron sus padres?”, en Boston se preguntan, “¿cuánto sabe?”».

### Artes escénicas

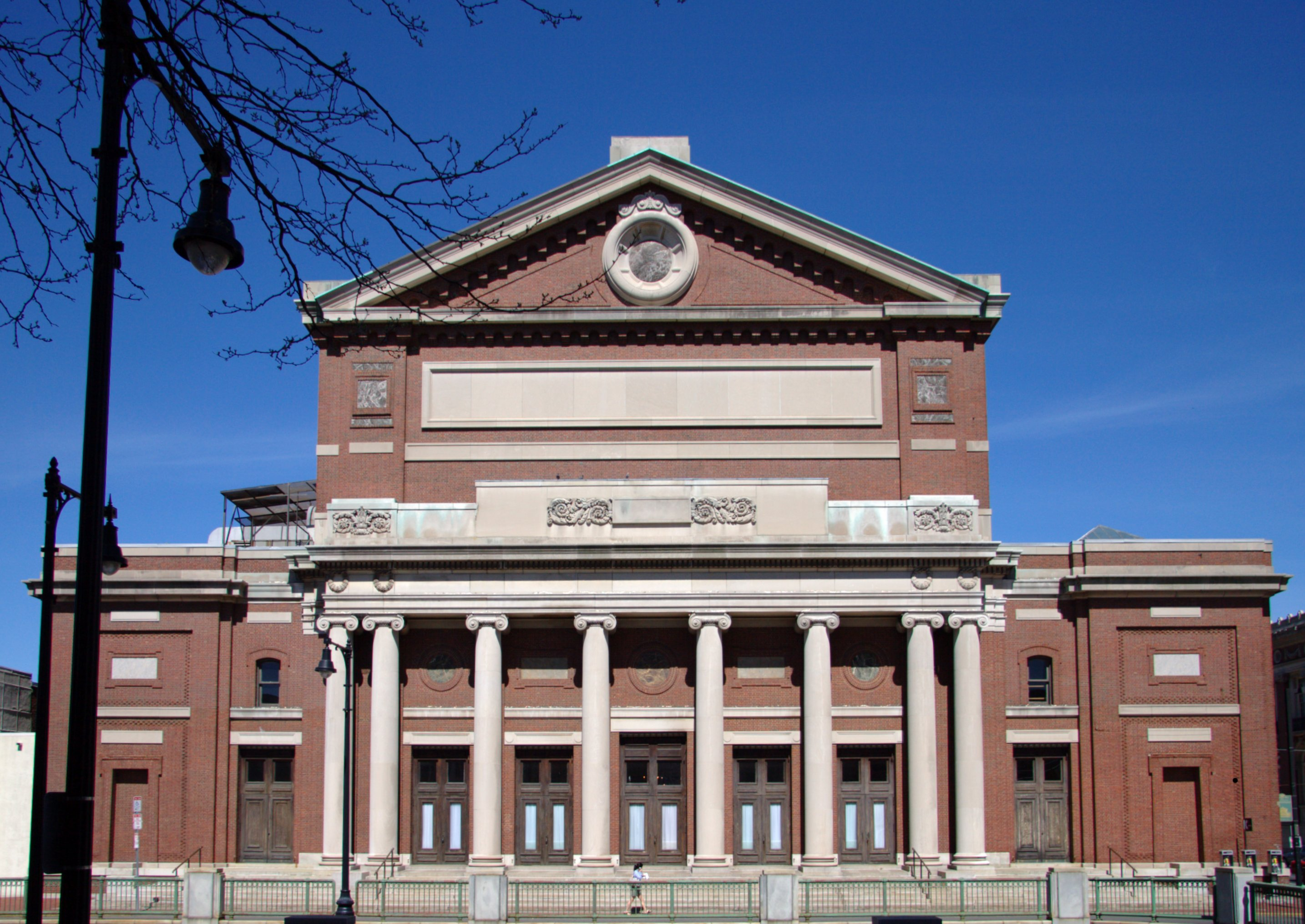
El Symphony Hall, sede de la Orquesta Sinfónica de Boston y la Boston Pops Orchestra.

El Theater District, al sur de Boston Common, contiene una serie de teatros ornamentados, incluidos la Casa de la Ópera de Boston, el Teatro Cutler Majestic y el Citi Performing Arts Center. Las compañías profesionales de teatro más destacadas están ubicadas en el American Repertory Theater en Cambridge, y en el Huntington Theatre, pero las pequeñas compañías y teatros se encuentran dispersos por toda la ciudad, incluido el Boston Center for the Arts y el Calderwood Pavilion en el barrio de South End. El Boston Ballet es la compañía de danza clásica más importante de la ciudad y actúa regularmente en el Wang Center for the Performing Arts. Numerosos artistas callejeros se dan cita en el Quincy Market y alrededores, cerca de Faneuil Hall. Cada verano, el Commonwealth Shakespeare Company actúa en el Boston Common.
En el panorama musical de la ciudad, la Orquesta Sinfónica de Boston juega un papel muy importante, además de la Boston Pops Orchestra, la Boston Symphony Chamber Players, la Filarmónica de Boston, la Sociedad de Música de Cámara de Boston, la Ópera Lírica de Boston, el Proyecto de la Orquesta Moderna de Boston, la Opera Boston, la Celebrity Series of Boston y la Sociedad Handel & Haydn (la compañía coral más antigua del país). Las salas de mayor importancia son el Jordan Hall, el Symphony Hall y el Berklee Performance Center, además de salas en cada uno de los colegios y universidades. Boston cuenta con varias escuelas importantes de música, incluyendo el New England Conservatory (música clásica), el Conservatorio de Boston (música clásica, danza y teatros musicales) y el Berklee College of Music (jazz y una variedad de estilos de música contemporánea). Cada dos años, la ciudad acoge el Festival de Música Antigua de Boston, un encuentro internacional de personas interesadas en la historia musical.
Los grupos musicales más populares originarios de la ciudad son Boston, New Kids on the Block y Aerosmith, pero también existen innumerables grupos menos conocidos gracias a una próspera escena underground. En contraste con lo que podría ser considerados los más «refinados» aspectos de la cultura de Boston, la ciudad es también una de las cunas del hardcore punk y el ska, con bandas como Death Before Dishonor, The Mighty Mighty Bosstones, The Allstonians y Skavoovie and the Epitones.
Boston fue también el centro de unas prósperas e influyentes escenas del Indie rock, college rock, post-punk y new wave a lo largo de los 80 y 90, tomando importancia bandas como Young Astronauts Club, The Cars, Pixies, 'Til Tuesday, Throwing Muses, Mission of Burma, The Lemonheads, Human Sexual Response, Galaxie 500, Damon & Naomi, The Dresden Dolls, Helium, The Pernice Brothers y Swirlies. Otras bandas formadas y situadas en la parte occidental de Massachusetts, en las ciudades universitarias de Amherst y Northampton, también tuvieron un gran impacto en la escena musical de Boston, entre los que se incluyen Sebadoh, Dinosaur Jr, Buffalo Tom y Scud Mountain Boys.

### Artes visuales

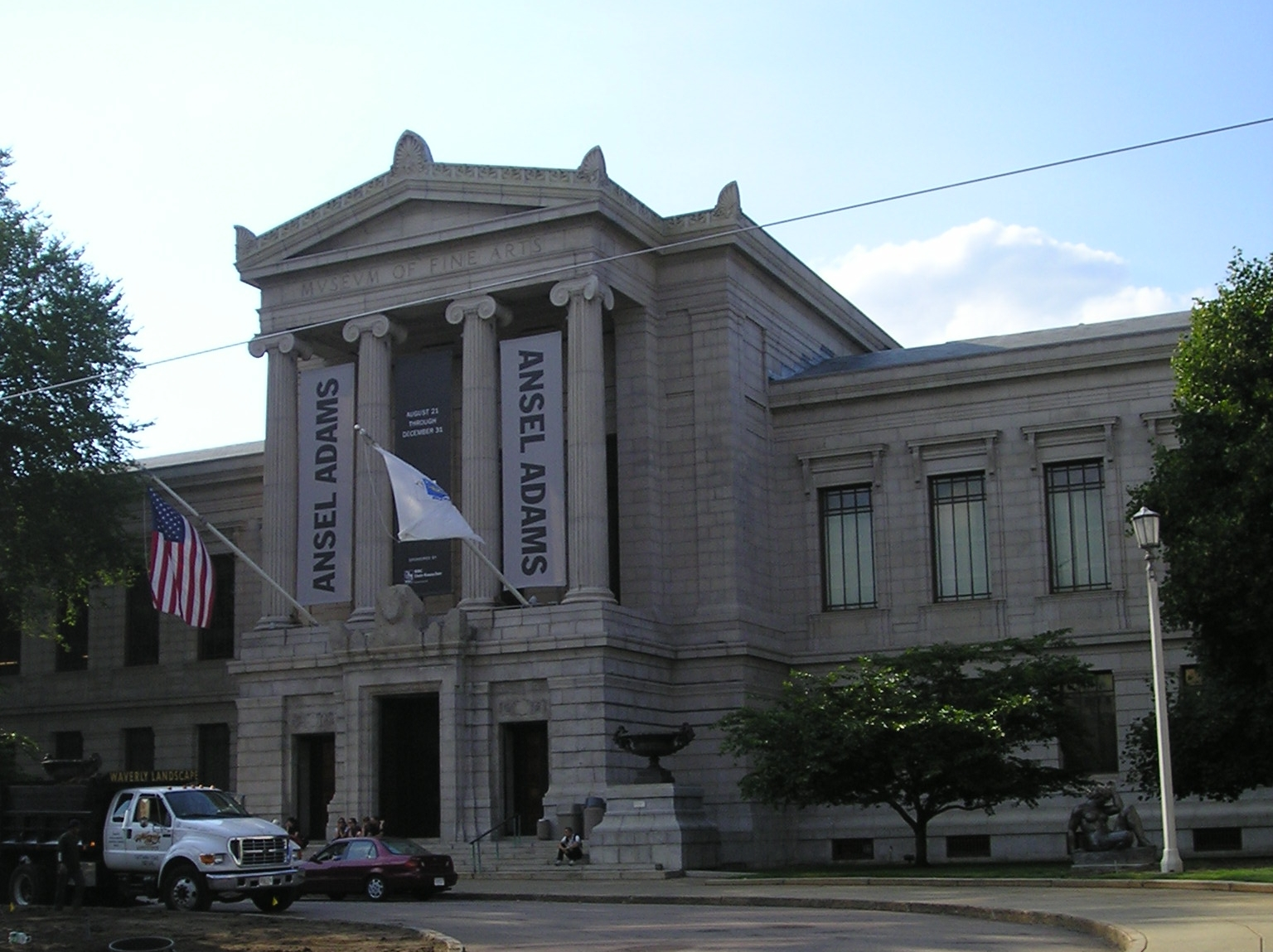
Fachada del Museo de Bellas Artes de Boston.

Los museos dedicados a las artes culturales en Boston o Cambridge son el Museo de Bellas Artes, el Museo Nacional del Arte Afroamericano, el Instituto de Arte Contemporáneo y el Museo Isabella Stewart Gardner, así como los museos de arte asociados con la Universidad Harvard, la Universidad de Boston, el Instituto Tecnológico de Massachusetts, el Boston College y otras escuelas. Numerosas galerías de arte se encuentran en la calle Newbury, en el South End y en la zona del canal Fort Point. Algunas de las galerías más influyentes y de más larga duración son la Galería Bernard Toale, la Galería Barbara Krakow, la Galería Howard Yezerski y la Gallery NAGA.
Además, la Biblioteca Pública de Boston y el Boston Athenæum tienen grandes colecciones de arte, libros y materiales de investigación, y regularmente acogen eventos culturales y exposiciones.

### Festividades
La ciudad celebra cada año numerosos eventos populares y festividades. Uno de los más conocidos es la Maratón de Boston, una de las más antiguas y prestigiosas maratones en el mundo. Boston fue también la primera gran ciudad en acoger el festival anual First Night, que se celebra durante Nochevieja desde 1976 y atrae a más de 1.5 millones de personas. El Día de San Patricio se celebra en marzo y es muy popular entre la gran población irlandesa de la ciudad.
El festival y desfile del orgullo gay de Boston atrae aproximadamente a cuatrocientas mil personas cada junio. El Boston Globe Jazz y el Blues Festival también se lleva a cabo cada junio, y el Festival de Música Antigua de Boston lo hace todos los años impares. Durante el verano, hay actuaciones musicales en el Pabellón Banco de América en South Boston. También durante el verano tiene lugar el Harborfest, un festival de una semana de duración que celebra la independencia de América. El Día de la Independencia de los Estados Unidos se celebra en la Charles River Esplanade: una flotilla de barcos se mueven durante el día, seguido de fuegos artificiales por la noche, acompañados de música clásica y patriótica llevado a cabo por la Boston Pops Orchestra.
El Festival de Cine de Boston se celebra anualmente a principios de septiembre. Cada año de junio a septiembre, las celebraciones en honor a varios santos católicos se celebran en las calles del North End de Boston. Estas celebraciones, o banquetes, incluyen alimentos italianos, servicios religiosos, desfiles, fiestas, juegos y música y entretenimiento en vivo. La mayor celebración del año es la Fiesta de San Antonio, en agosto.

### Gastronomía

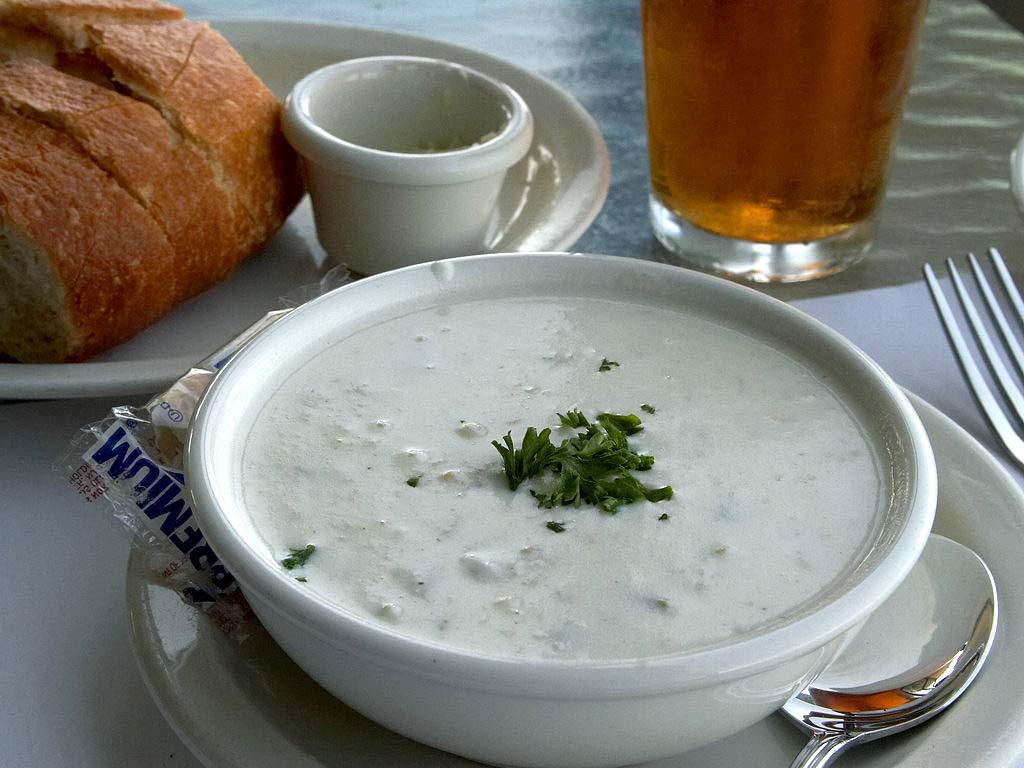
Sopa de almejas de Nueva Inglaterra.

### Deportes

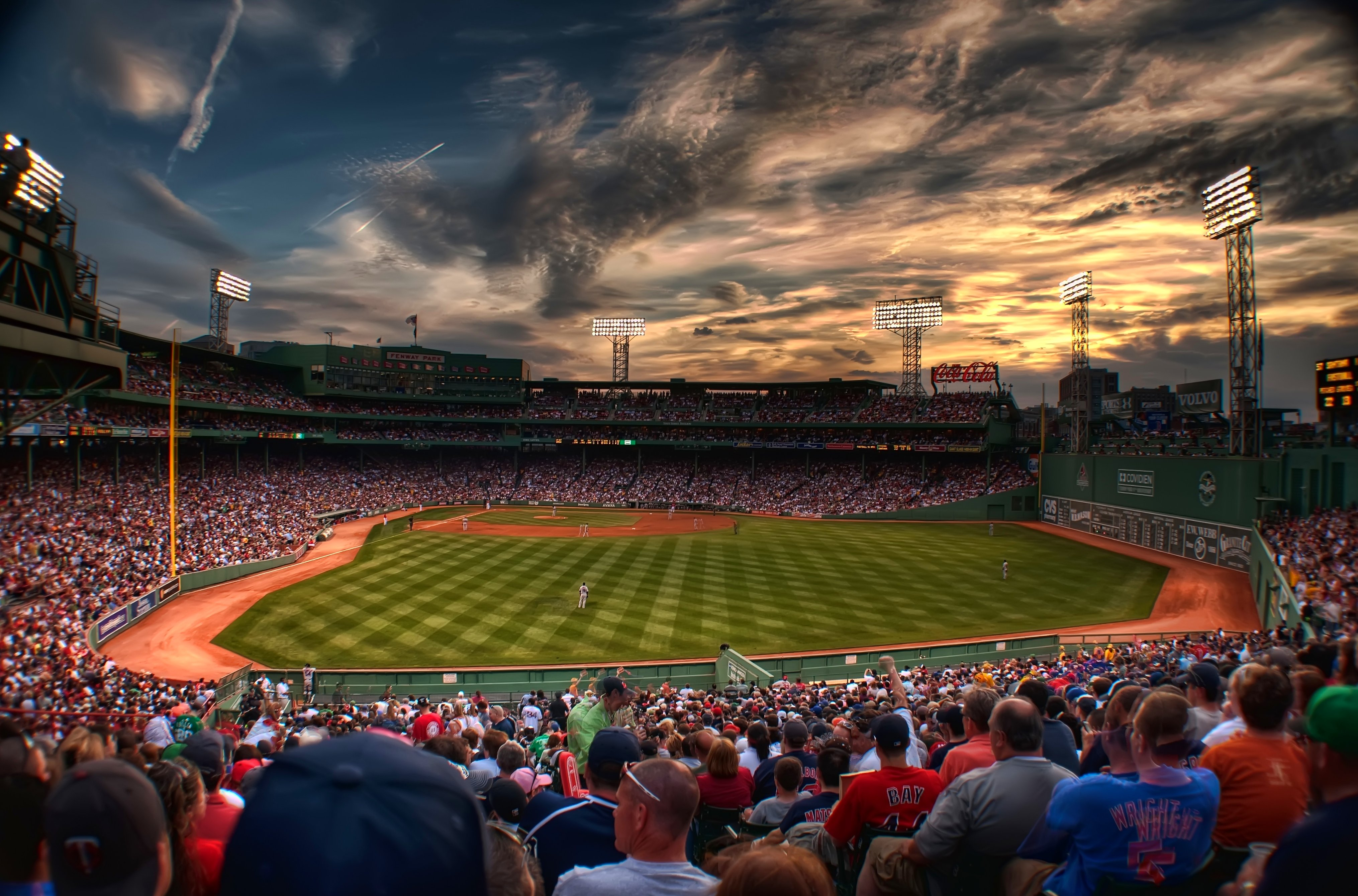
Fenway Park, el estadio de béisbol más antiguo que todavía está en uso.

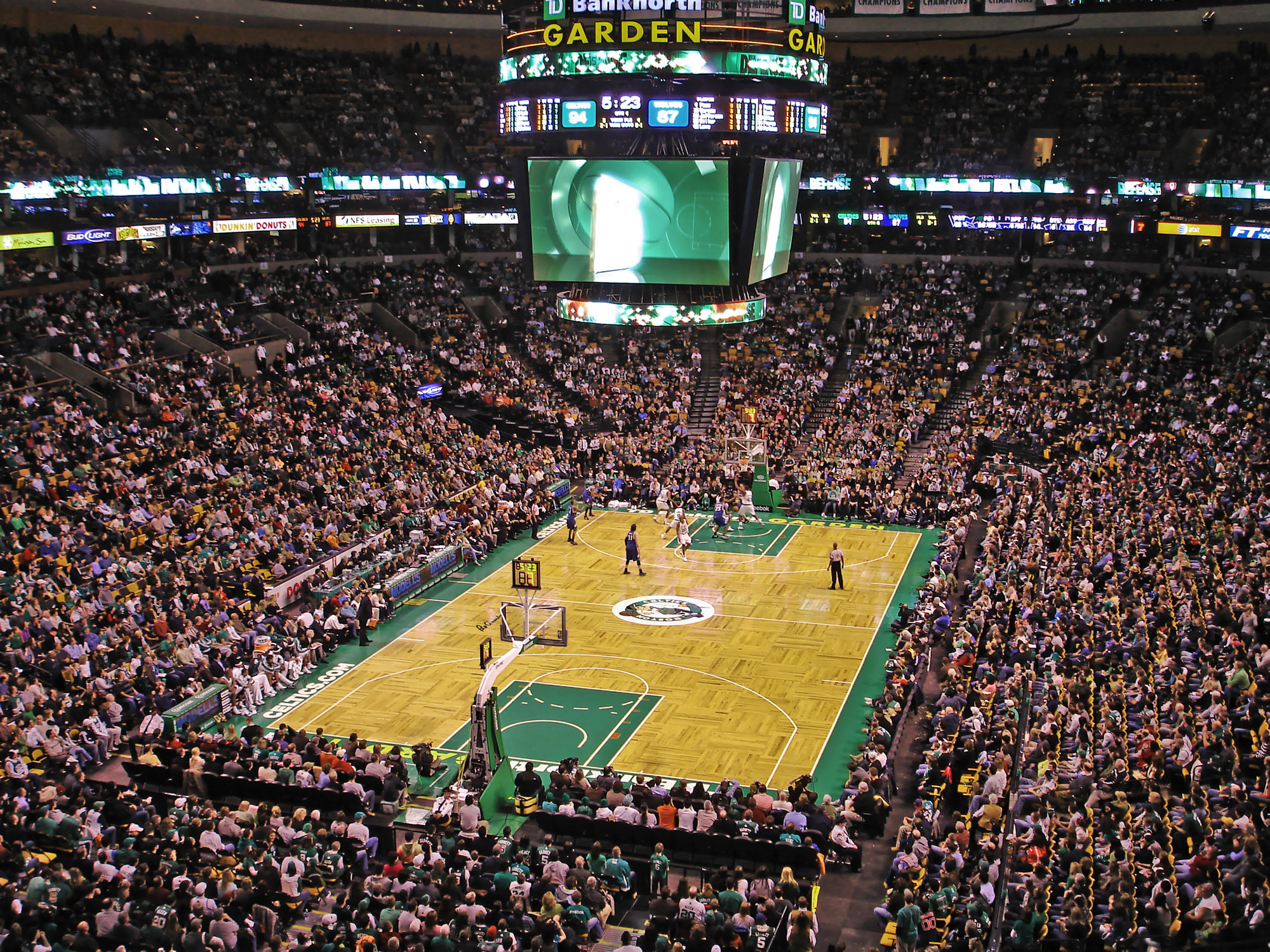
Un partido de Boston Celtics frente a Minnesota Timberwolves en el TD Garden.

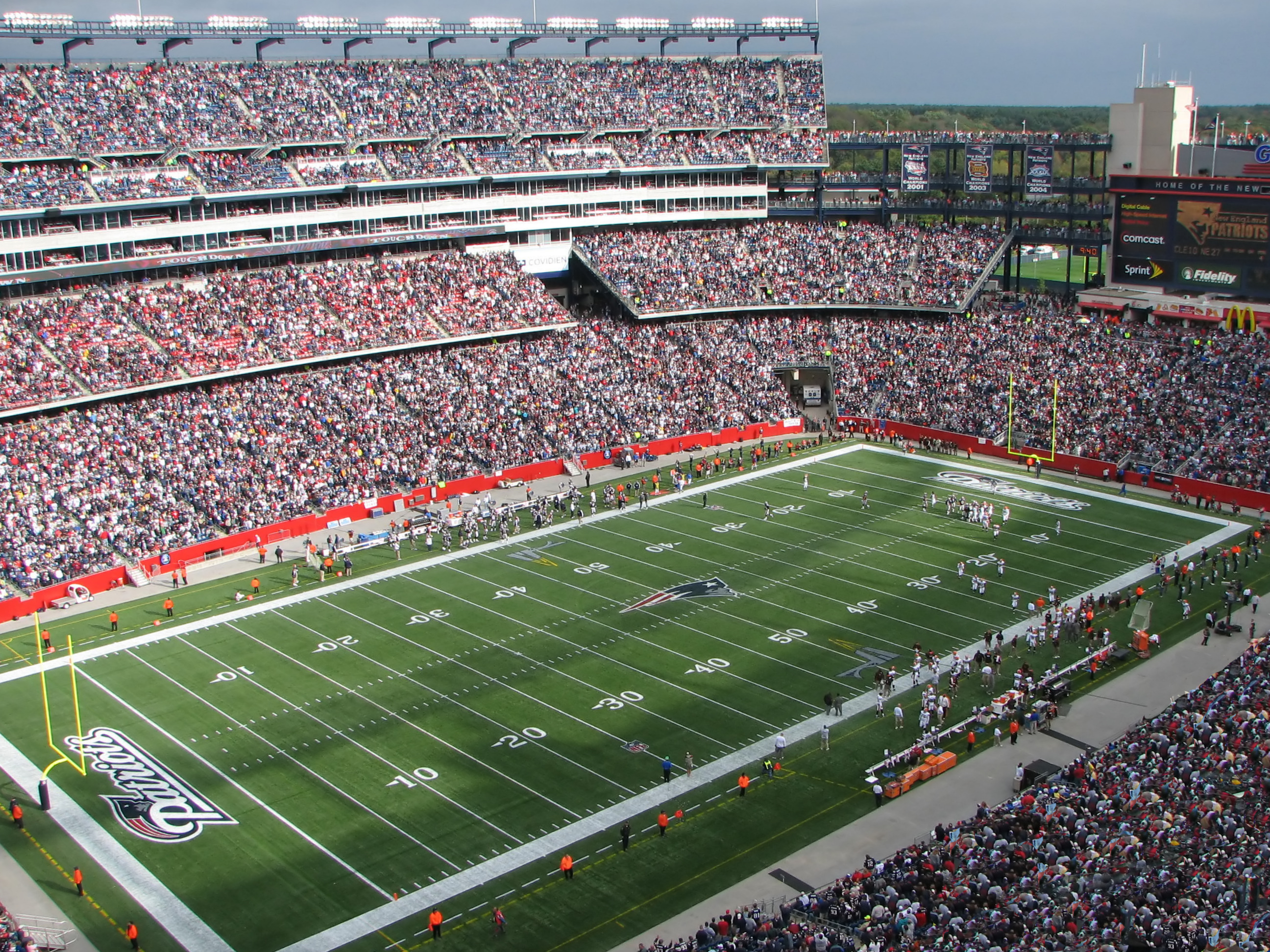
Gillette Stadium.

## Educación

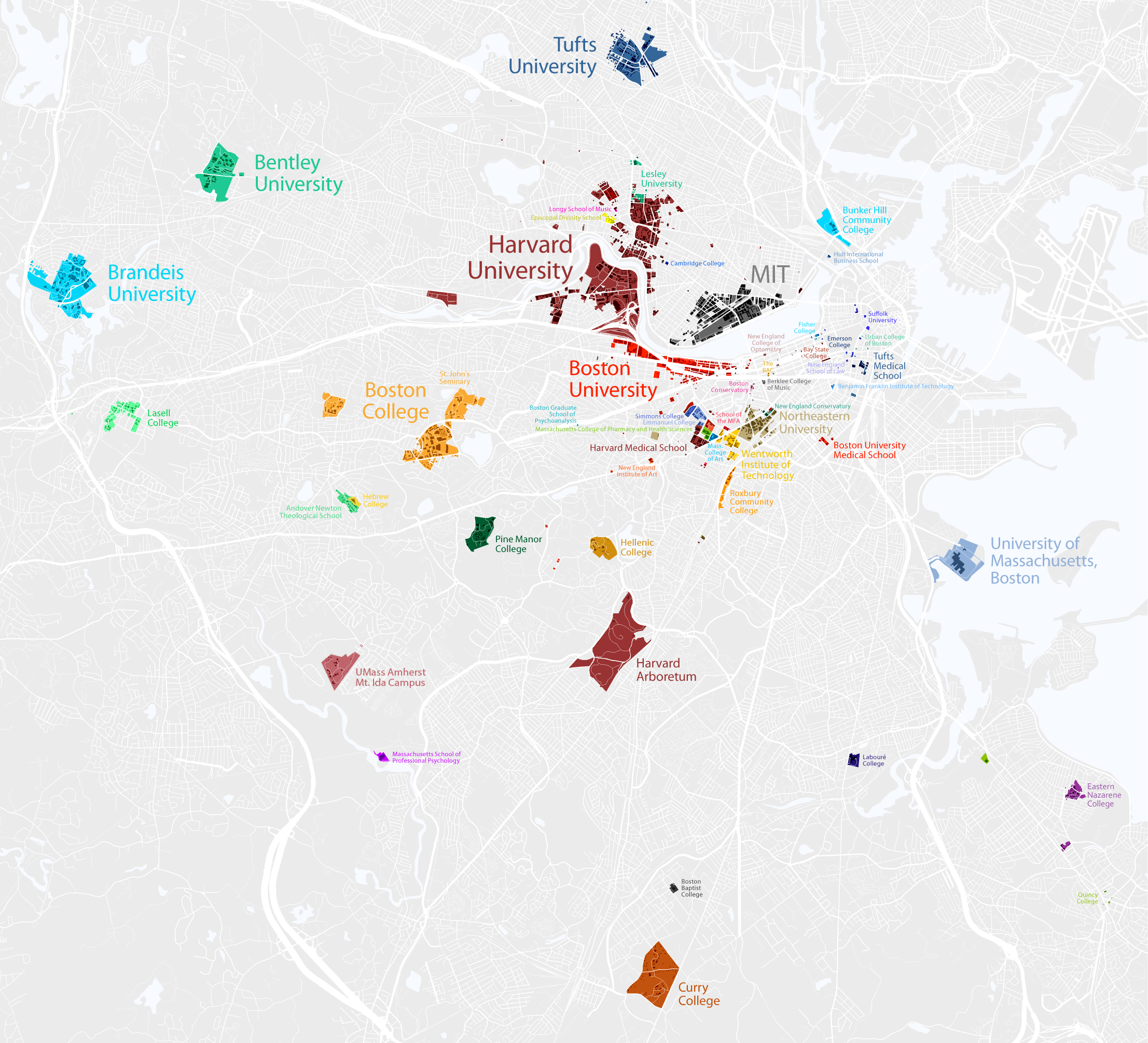
Mapa de las escuelas y universidades en Boston.

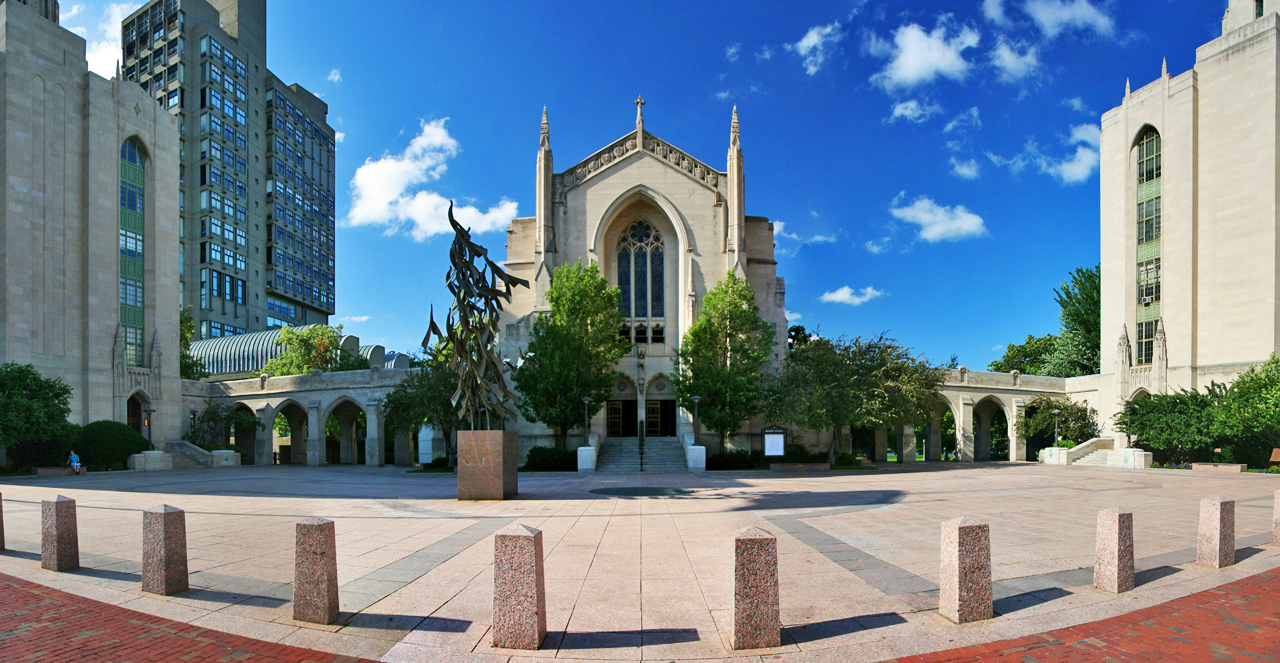
Universidad de Boston

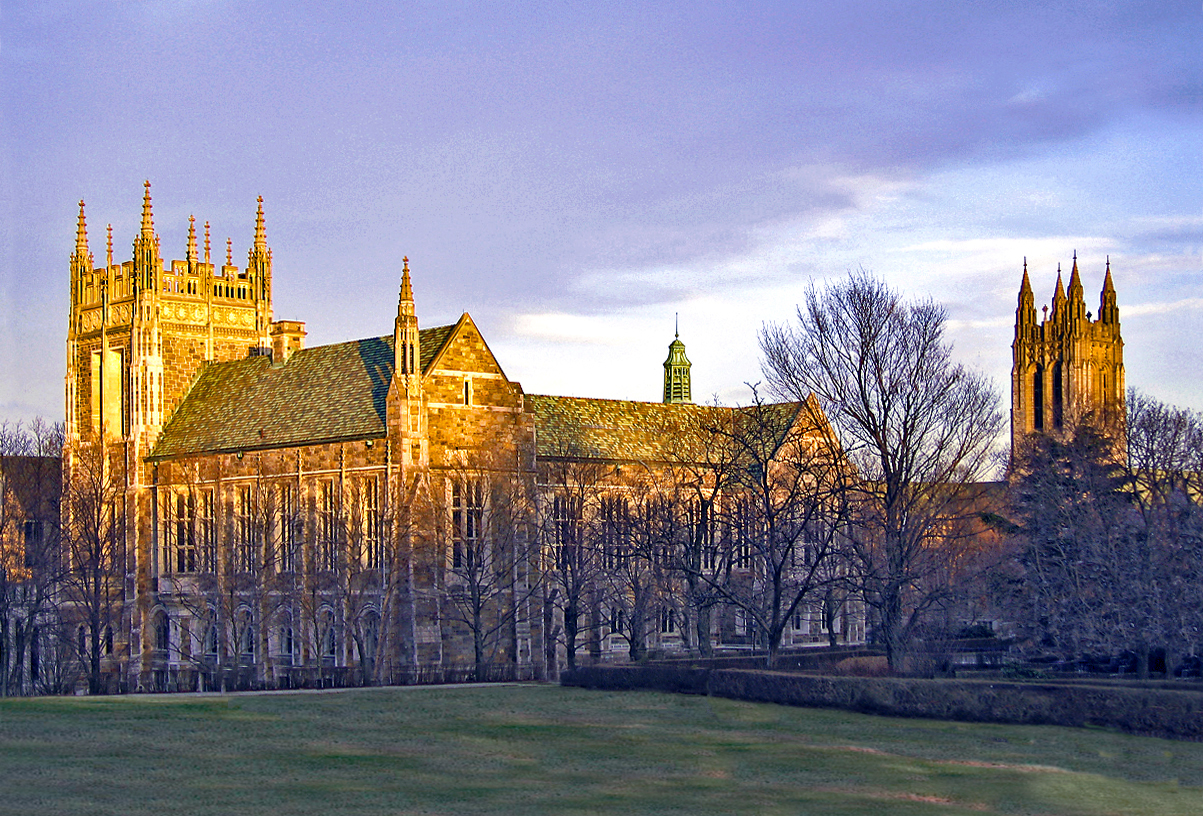
Boston College.

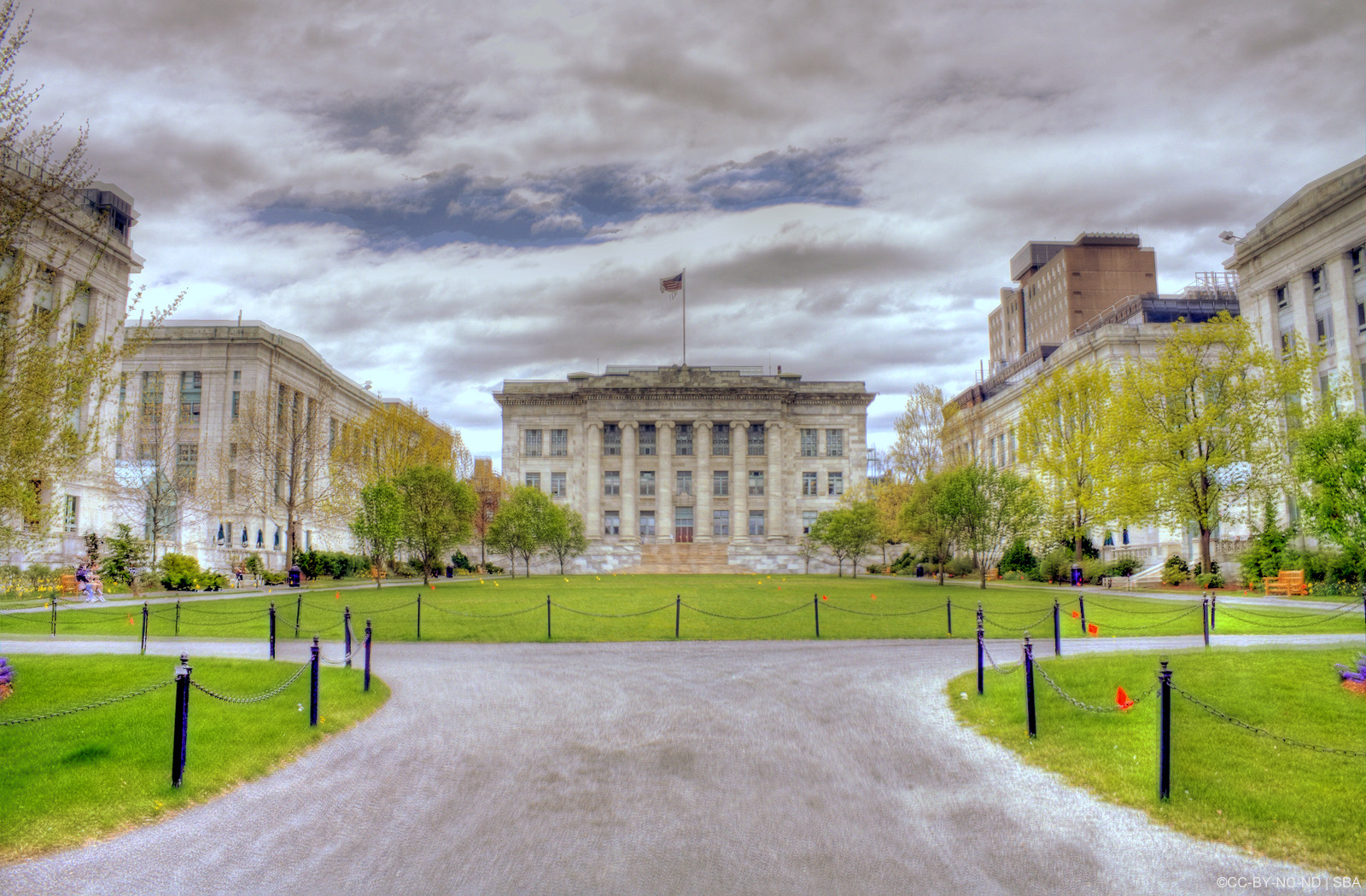
Escuela Médica de Harvard.

## Sanidad

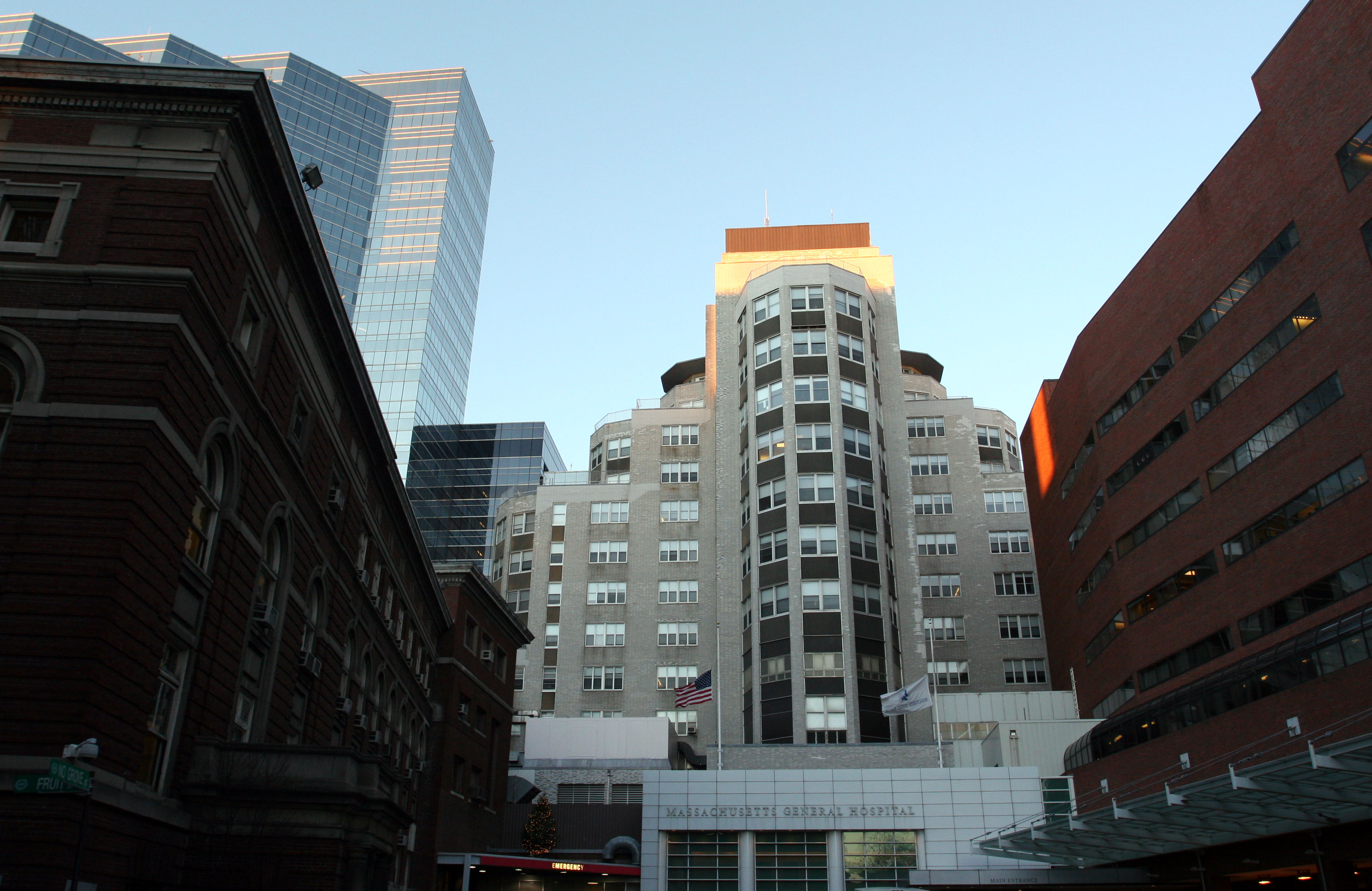
Hospital General de Massachusetts.

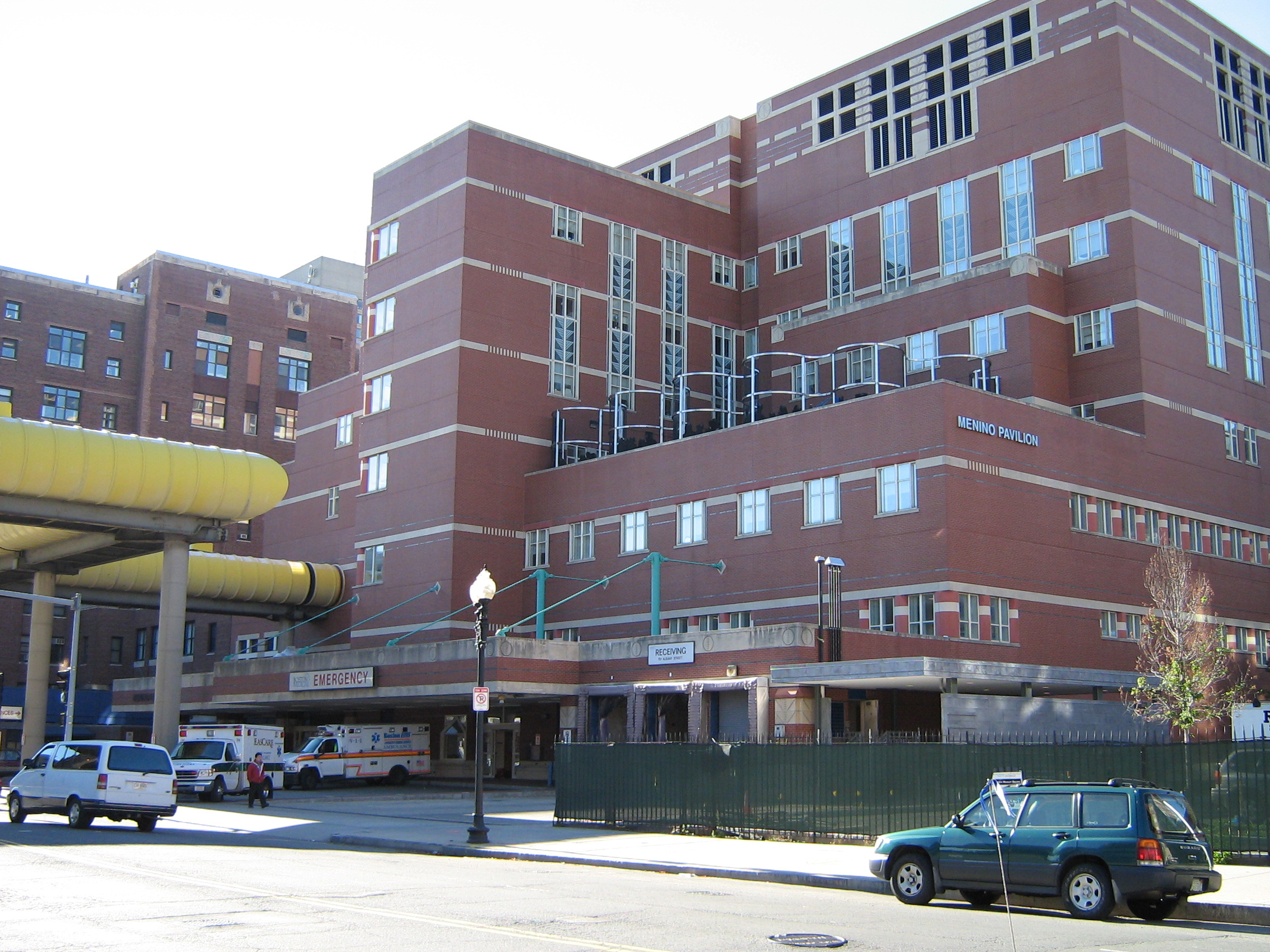
El Menino Pavilion del Boston Medical Center.

## Servicios públicos

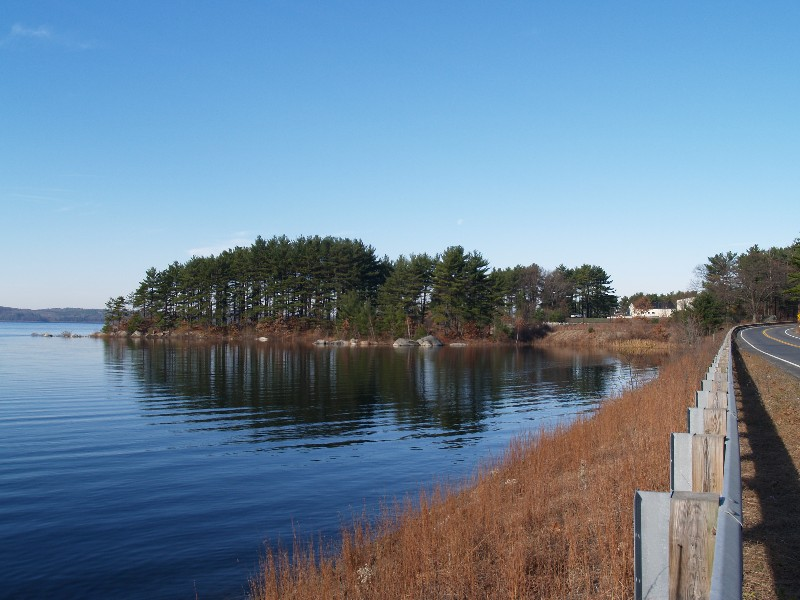
El embalse Wachusett.

## Transporte

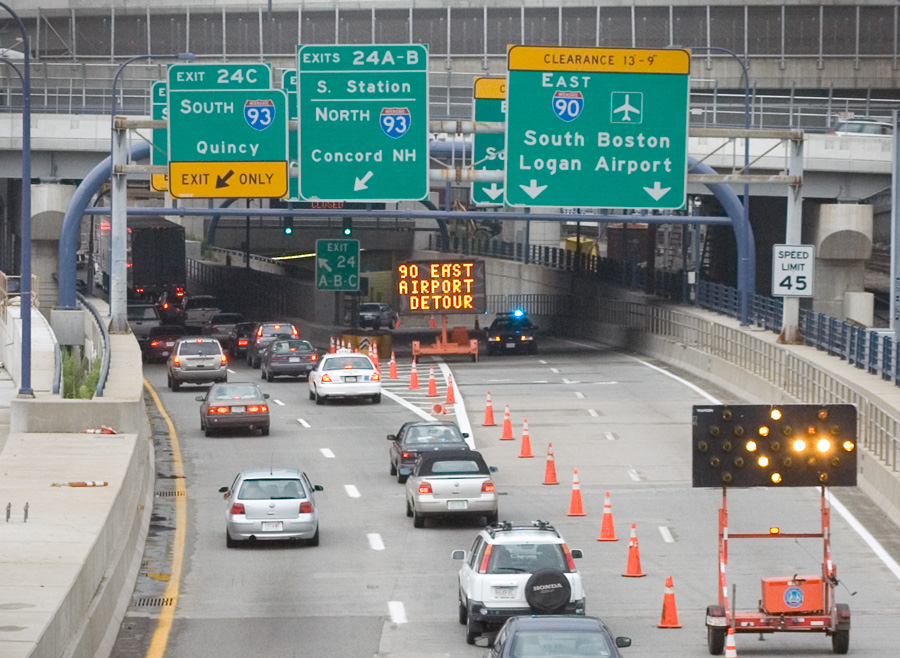
Tráfico lento por obras en la entrada al túnel Ted Williams.

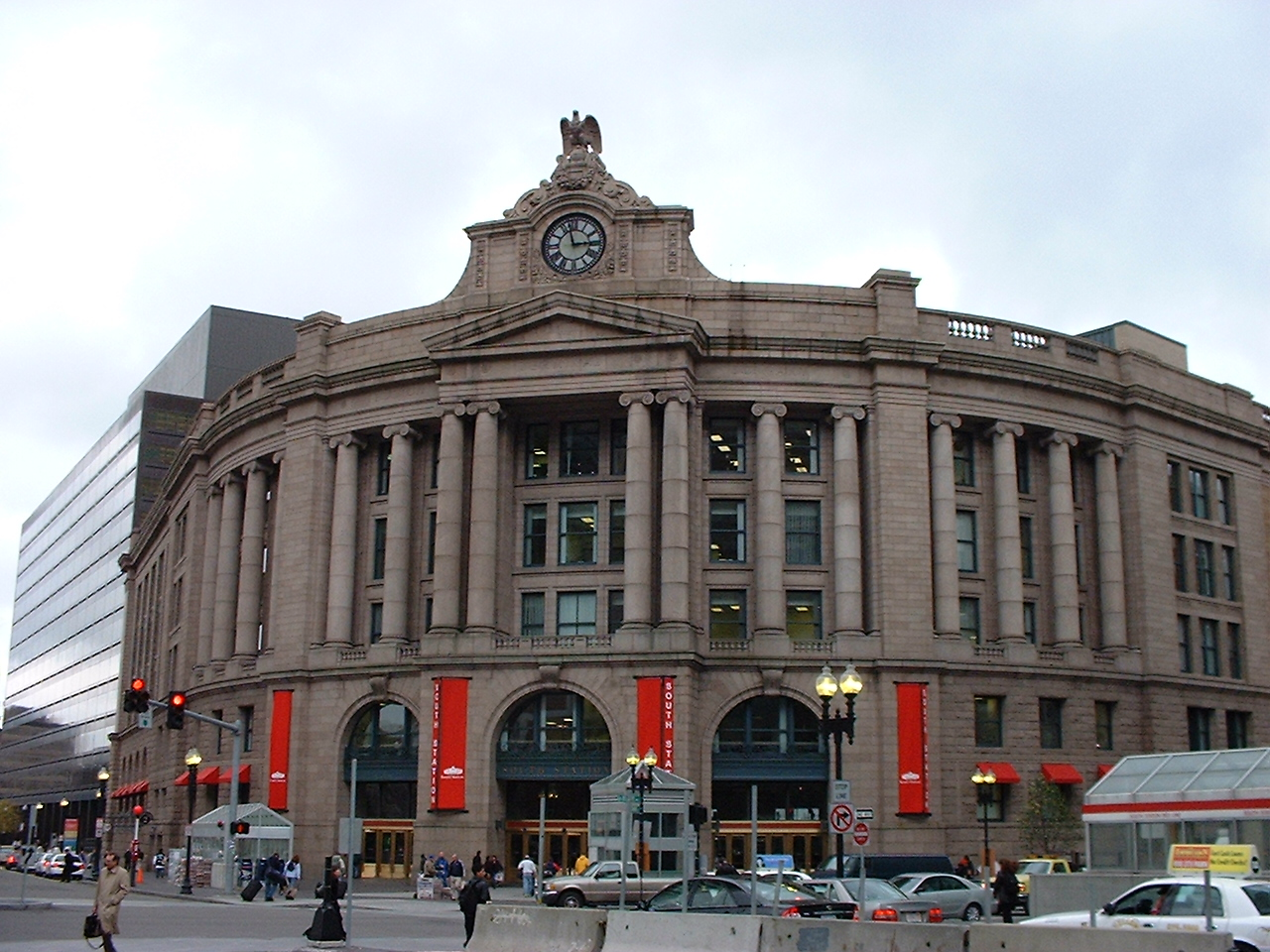
Estación Sur de Boston.

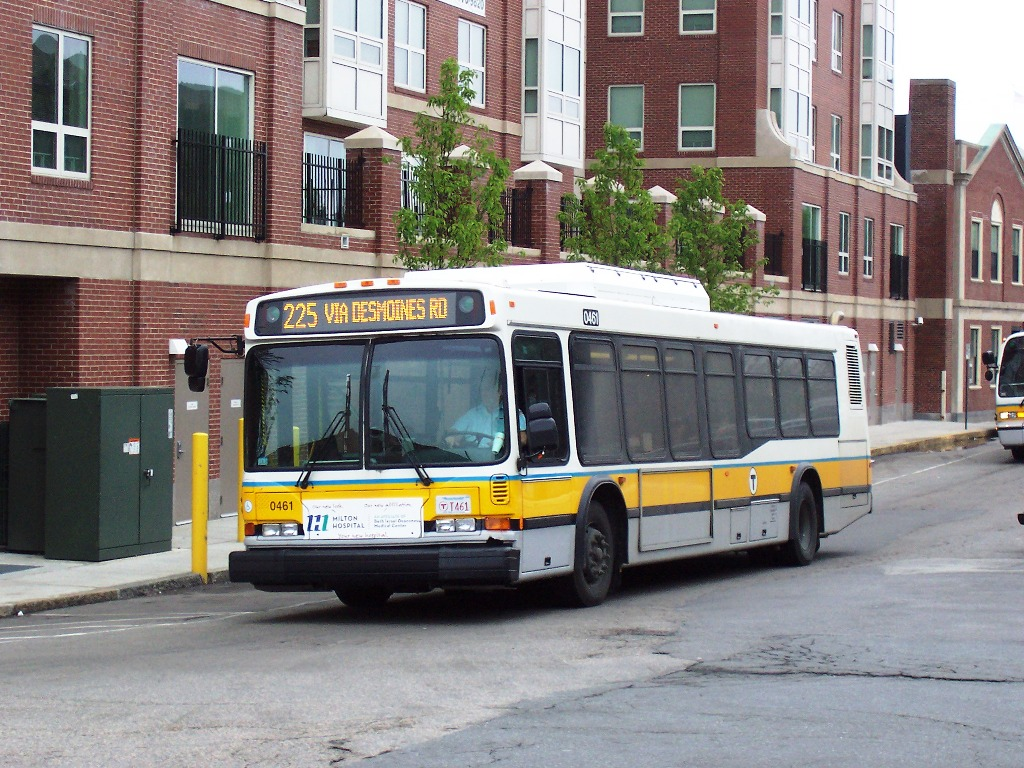
Servicio de autobuses urbanos en Boston.